# 陈唱摩多控股
陈唱摩多控股有限公司（英語：Tan Chong Motor Holdings Berhad） 简称陈唱摩多（缩写：TCMH或TCM），是一家总部位于马来西亚的跨国公司，业务涵盖汽车组装、制造、分销、销售以及房地产控股、金融服务。
陈唱摩多控股有限公司是日產汽車在马来西亚、越南、柬埔寨、老挝和缅甸的特许经营商，也同时在马来西亚当地拥有UD卡車、雷诺和福田汽车的特许经营权。

## 历史
该公司由马来西亚企业家丹斯里陈月火 (Tan Yuet Foh) 和陈金河 (Tan Kim Hor) 于 1957 年创立，最初的抱负是从日本进口和销售达特桑汽车。陈唱摩多控股有限公司于1972年10月14日注册成立，并于 1974 年在吉隆坡证券交易所上市。

### 1950年代
陈唱汽车的创立机缘始于1950年代中期，公司的创始人陈月火先生，最初在吉隆坡从事出租车生意。1957年马来亚半岛以成立马来西亚联邦摆脱英国殖民统治取得独立，陈月火先生透过達特桑时任总裁川又克二到访新成立的日本驻马来亚大使馆大使馆的机缘，在大使馆门外坚持等候并成功争取到会面机会。该次会面也奠定了陈月火先生对于日本達特桑车辆在马来亚的特许经营权。
陈月火与兄弟陈金河随后共同成立了陈唱父子汽车有限公司，正式代理。日产/达特桑也因此成为首个正式进口并在马来西亚销售的日本汽车品牌。尽管两兄弟此前没有销售汽车的经验，但在他们创业的第一年，就在吉隆坡怡保路的一个店面售出了39辆汽车。

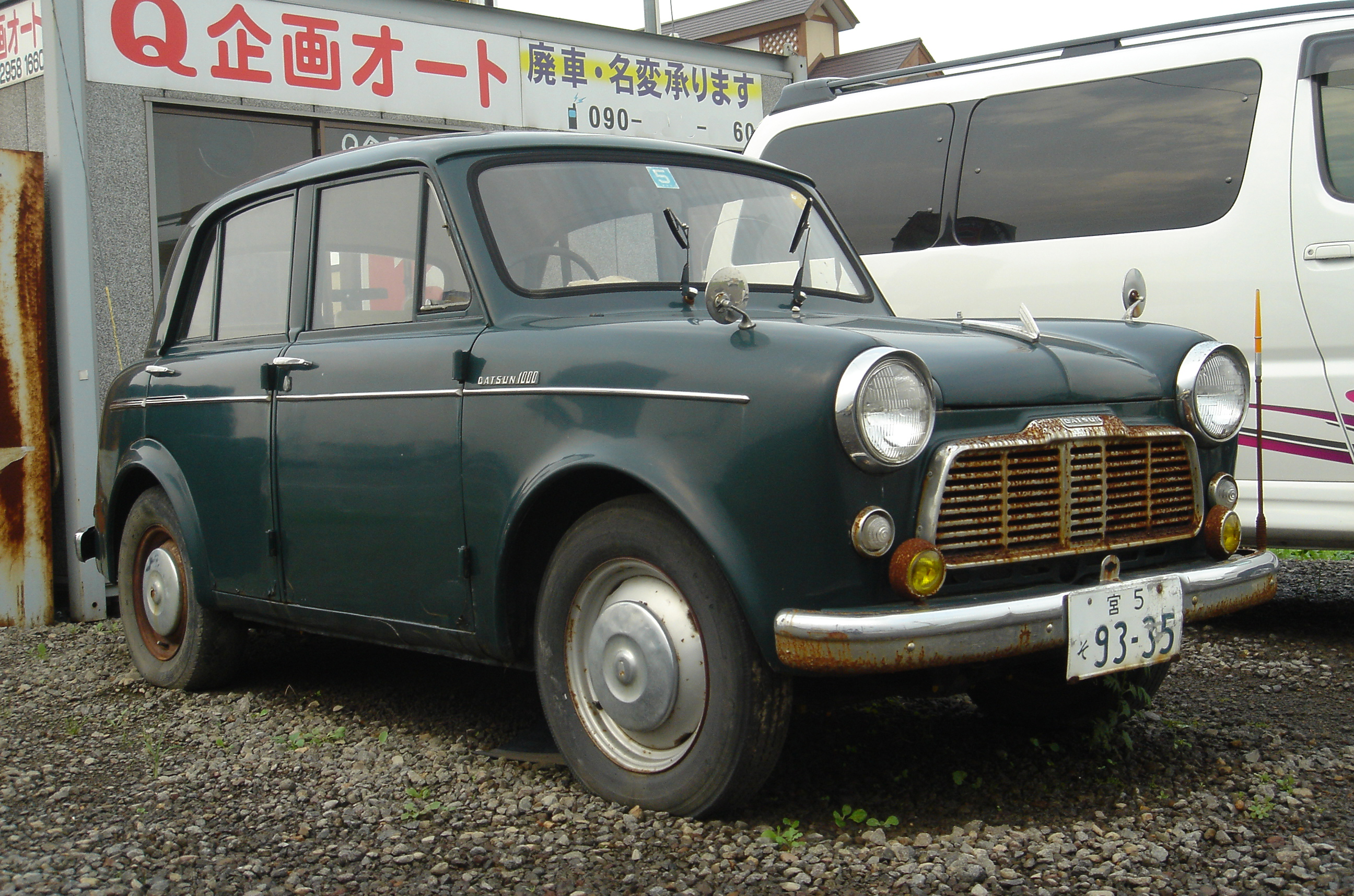
达特桑 1000是最早抵达马来西亚的日本汽车之一。

在20世纪50年代和60年代，马来亚是一个主要依赖锡、橡胶和棕榈油出口的农业国家。汽车市场相对较小，只有吉隆坡、槟城和怡保等主要城市的富裕阶层才能负担得起汽车。当时的市场主要由英国、欧洲、美国和澳大利亚汽车主导，因为马来亚人长期以来习惯了西方汽车，最早的车型甚至在19世纪末就已经出现。
日本汽车在20世纪50年代刚进入市场时并不受欢迎，并且被认为不如西方汽车。廉价日本汽车的轻量化和薄弱结构引来了批评，并在20世纪60年代普及了贬义词“美禄罐”。据当时一位业内资深人士回忆，这个词的出现是因为一个修车厂用旧铁罐（包括美禄罐）的废金属来修复一辆日本汽车受损的车身面板，而且可能重新喷漆时处理不当，导致下面的字样依稀可见。自那时起，“美禄罐”一词便被用来形容制造质量差或安全性遭质疑的汽车。
除了质量问题，20世纪60年代的马来西亚，由于对二战期间日本占领的痛苦记忆犹新，反日情绪依然强烈。尽管面对这些令人沮丧的评论，陈氏兄弟并未气馁，他们认为如果没人买这些车，他们仍然可以把它们用于其他目的。

### 20世纪60年代
到了20世纪60年代，马来西亚政府开始重视工业化，将其视为一个更可靠的就业和经济增长部门。马来西亚此前曾组装少量汽车和卡车，但绝大部分是进口的。1964年5月，马来西亚政府根据科伦坡计划专家组的建议，颁布了一项政策，旨在鼓励本地汽车组装和汽车零部件制造。
这项新政策通过增加进口关税，使得进口整车（CBU）变得更加昂贵，同时向有兴趣设立本地组装厂的各大汽车公司发放了许可证。在本地组装并使用马来西亚制造零部件的汽车将获得进口关税减免，从而变得更便宜、更具竞争力。

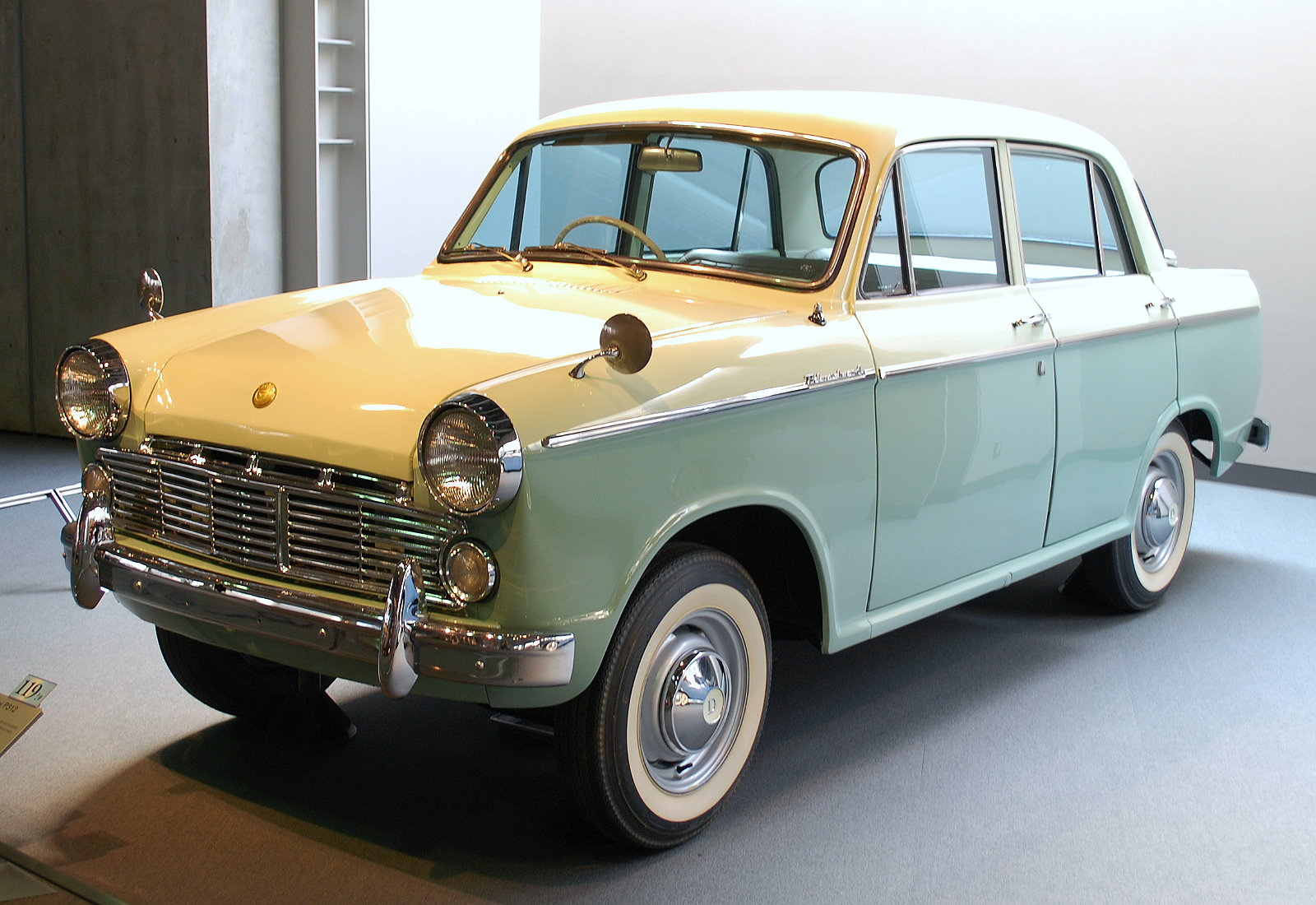
达特桑蓝鸟/310曾广泛用于出租车。

达特桑响应政府的工业化号召，开始将完全拆散（CKD）的套件从日本出口到马来西亚，并在柔佛州淡杯新建的 Capital Motor Assembly 工厂进行组装。多位达特桑工程师在该工厂协助培训本地员工的技术技能。1968年6月，首辆马来西亚组装的达特桑汽车下线。
本地组装的达特桑汽车价格因此降低，在接下来的几年里，销量显著提升。然而，1971年，Capital Motor Assembly 被出售给通用汽车，达特桑的生产也随之转移到雪兰莪州莎亚南的瑞典汽车组装工厂。

### 20世纪70 年代
20世纪70年代是陈唱汽车繁荣发展的十年，标志着其历史上的第一个重要转折点。日本汽车实惠的价格、高可靠性和出色的燃油效率，造就了同期许多欧洲竞争对手无法比拟的销售优势。这使得长期占据主导地位的欧洲品牌影响力大大减弱，与此形成鲜明对比的是日本汽车需求的迅速增长。1970年，达特桑成为马来西亚市场上最畅销且家喻户晓的品牌的汽车品牌。达特桑汽车也被广泛用作出租车，许多车辆甚至持续服役到20世纪90年代。
对达特桑在马来西亚市场主导地位构成最大威胁的，是另一个日本品牌——丰田。和达特桑一样，丰田在市场营销上也采取了类似策略，为大众提供价格实惠、可靠且燃油效率高的汽车。丰田和达特桑在马来西亚市场为了争夺领先地位展开了激烈竞争，总市场份额常常只相差微乎其微。
1974年，丰田占据了马来西亚半岛市场15.96%的份额，而达特桑则达到15.67%；1975年，丰田和达特桑的市场份额分别为14.97%和14.85%。尽管如此，在整个20世纪70年代和80年代初的大部分时间里，达特桑成功抵御了丰田的挑战，这使得马来西亚成为全球少数几个达特桑击败丰田的市场之一。达特桑东京高层非常支持陈唱汽车的努力，陈月火也深受达特桑高管的尊敬。这使得陈唱汽车在引进马来西亚市场的达特桑汽车的价格和规格上拥有主导权。

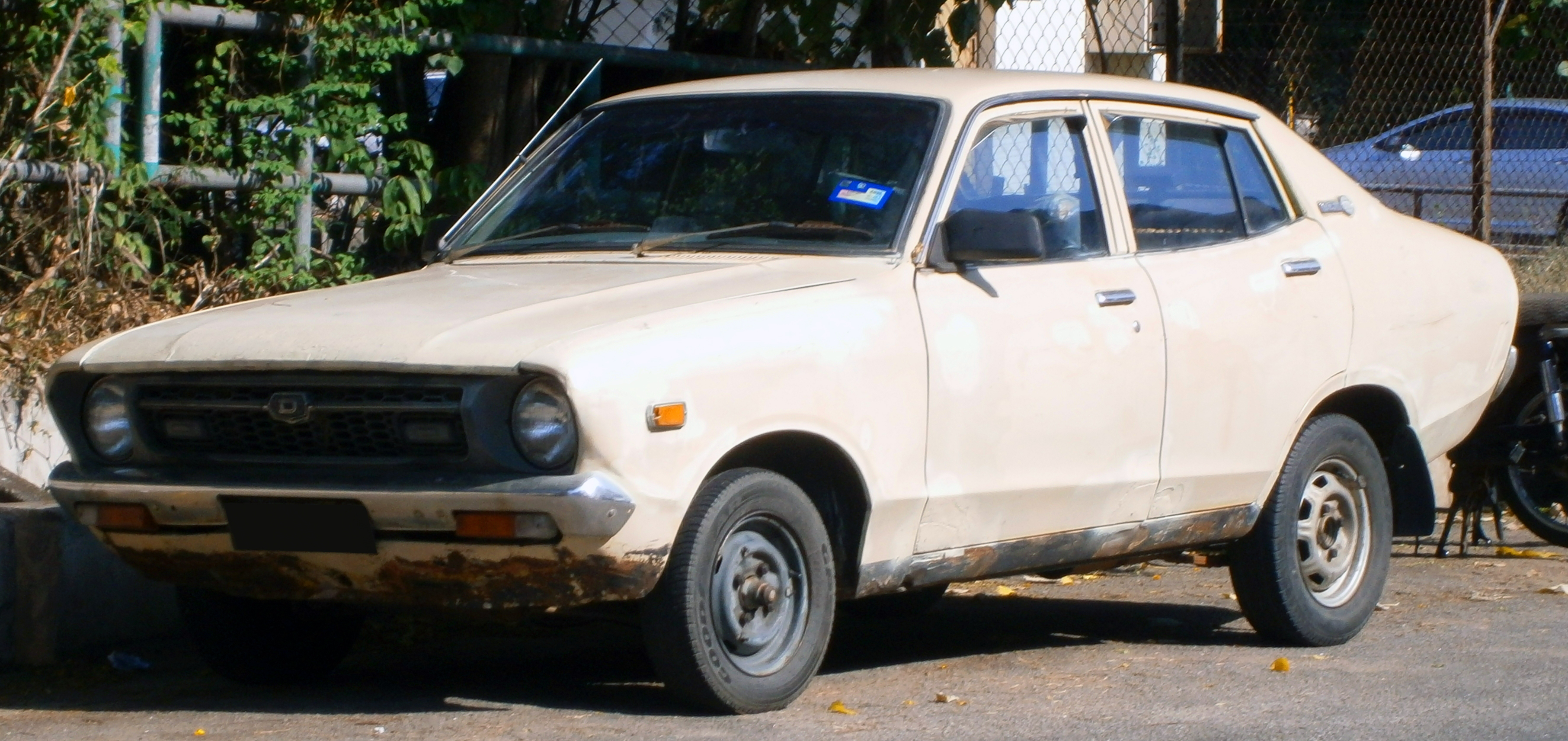
达特桑120Y是马来西亚1970年代最畅销的车型之一。

1976年前，陈唱汽车并没有汽车生产设施，基本由第三方组装厂代工其达特桑汽车车款的整装作业。随着20世纪70年代达特桑汽车需求的增长，陈氏兄弟开始考虑建设自己的组装厂。达特桑的高层管理人员对在马来西亚新建工厂的前景表示欢迎。工厂建于吉隆坡郊区的士拉央，由陈唱汽车设立的独立的子公司——陈唱汽车装配私人有限公司（TCMA）负责工厂运营。达特桑的工程师参与了工厂的设计，其总体布局参照了达特桑在日本神奈川县座间市的工厂，先进的制造技术也被引入，包括马来西亚当时唯一用于车身底漆工艺的电泳涂装系统。该系统将整个车身进行带电处理，并浸入底漆槽中，确保电极化的防锈漆料通过车架放电时均匀附上每一寸裸露的金属，达到防锈效果。
1976年，新工厂投入运营，TCMA生产的首辆达特桑汽车由创办人陈月火亲自主持下线。次年，TCMA开始承包达特桑柴油卡车和巴士的组装业务，到1980年，TCMA车型的本地制造零部件已包括减震器、钢板弹簧、轮胎、玻璃、电池、安全带和线束等。

### 20世纪80年代——大萧条
20世纪80年代对陈唱汽车而言是一个充满挑战的时期，也是其历史进程的第二个转折点。到了80年代，马来西亚政府已经意识到，1964年制定的汽车本地组装和零部件制造政策并未如最初设想的那样带来技术转让。
80年代初，马来西亚新车价格显著上涨，几乎所有本地组装的散件（CKD）车型生产成本普遍高于同等的整车（CBU）进口。汽车价格上涨归因于多种因素，包括零部件制造商和组装厂效率低下、规模经济不足、政府强制执行的散件国产化政策、散件车型的高额进口和消费税等。此外，马来西亚汽车业受到国内市场狭小的制约，制造商主要服务国内需求，不重视出口，从而限制了整个行业的增长和竞争力。
马来西亚政府对本国汽车产业的现状不满，认为有必要直接介入，以扭转亏损并刺激未来的工业增长。20世纪80年代初，国家汽车项目应运而生，其目标是加速技术转移，增加并合理化本地含量，并让更多的土著企业家参与到当时主要由华裔主导的汽车产业中。
国家汽车项目促成了马来西亚国家汽车有限公司（ ，简称PROTON，现今宝腾）于1983年5月的成立，以及1985年7月第一代国产车宝腾赛佳的推出。国产车均在雪兰莪州莎亚南的专属工厂组装，并免除散件包（CKD）的进口关税，使其定价能够低于如达特桑120Y和丰田卡罗拉等当时的主打日本小排量车型。然而，20世纪80年代中期，马来西亚经济和汽车产业陷入萧条，日元开始升值，进一步推高了新车价格。
宝腾赛佳（Proton Saga）占据了市场1.6升以下细分市场85%的份额（截至1987年），上述多种因素的综合作用，导致1986年新款达特桑汽车的销量锐减90%，平均每月仅售出300辆。陈唱汽车的业务也接下来的几年里，因为宝腾以及后来的第二国产车（Perusahaan Otomobil Kedua Sendirian Berhad，简称Perodua）占据并垄断了陈唱汽车在本土传统的经济型汽车细分市场，受到严重影响，20世纪80年代后期经历了大规模的改革和重组。

### 20 世纪 90 年代

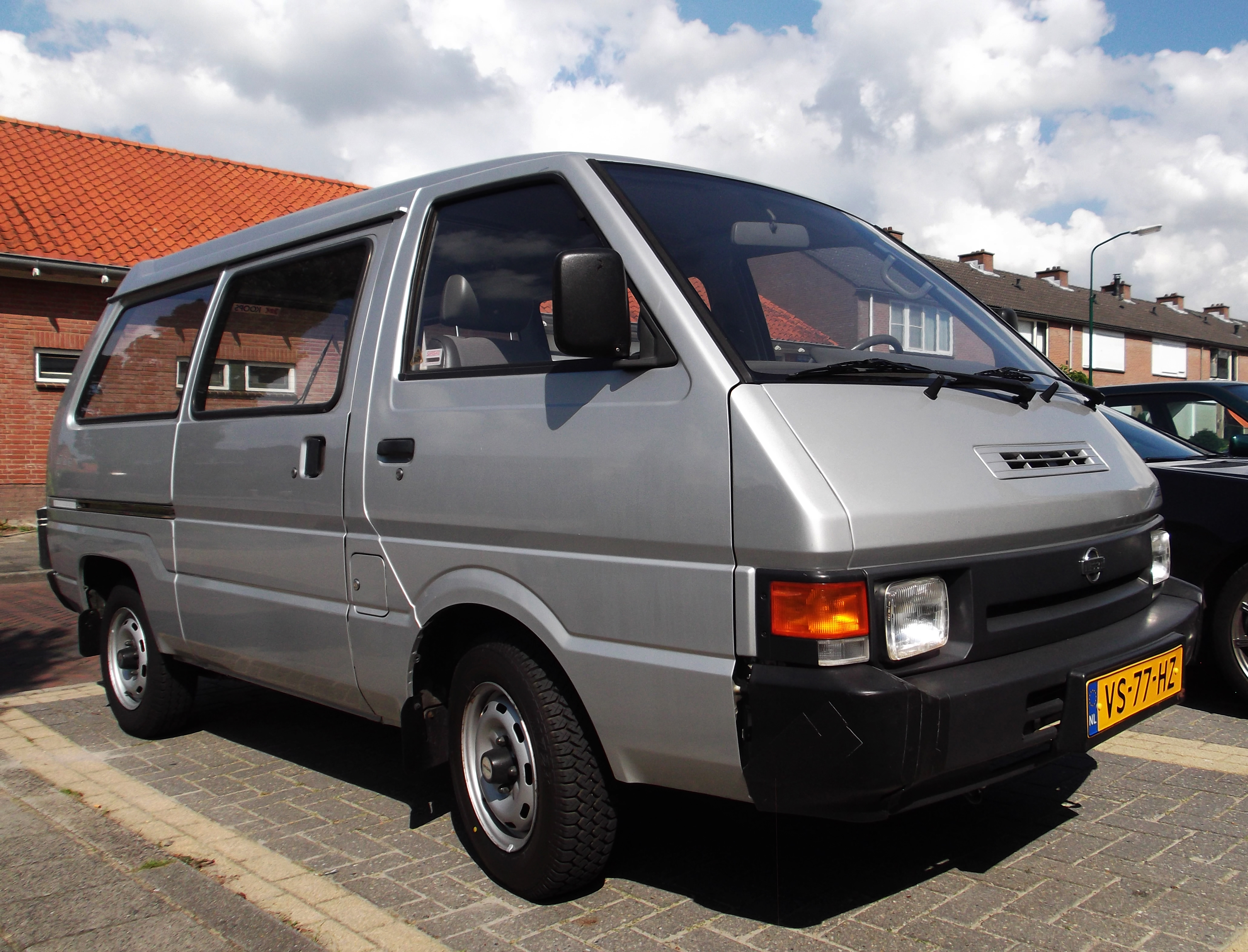
日产 Vanette成为 TCMA 的首款出口车型。

到了20世纪90年代，陈唱面对的汽车本土市场危机，促使陈唱汽车转向了高端市场并寻求出口机会。
截至1989年末，TCMA工厂生产31种不同型号的汽车，包括为斯巴鲁、奥迪和大众等非日产品牌进行的合同组装。TCMA还在1988年12月成为马来西亚首个拥有发动机组装线的工厂。1989款日产Sentra成为首款搭载马来西亚组装发动机的汽车，早于宝腾赛佳于1989年6月开始的首批发动机组装业务。1993年，该工厂成为东南亚首个获得ISO 9002认证的工厂。
1989年11月，陈唱汽车表达了将其生产的日产汽车出口到邻近的东盟国家的意向。同年12月，日产汽车有限公司允诺陈唱汽车将马来西亚组装的日产Vanette出口巴布亚新几内亚，这成为陈唱汽车的第一个出口市场，也使陈唱汽车成为首家出口东南亚组装日产汽车的公司。陈唱汽车随后将Vanette出口至斐济、孟加拉国和文莱，而Vanette零部件对日本的出口则于1996年11月开始。
当时，日产日本公司对陈唱汽车装配厂（Tan Chong Motor Assemblies, TCMA）评价极高，认为该马来西亚工厂是全球日产海外组装厂中位列第三的佼佼者，仅次于美国和英国的工厂。陈唱汽车装配私人有限公司（TCMA）也因此被指派协助设立Ghandhara Nissan巴基斯坦的本地组装业务。陈唱汽车也为非日产车型生产提供各种零部件，其中包括宝腾赛佳和灵鹿等国产车。陈唱汽车通过其零部件制造部门APM汽车控股有限公司（APM），持续对马来西亚汽车业产生深远影响。

### 2000 年代

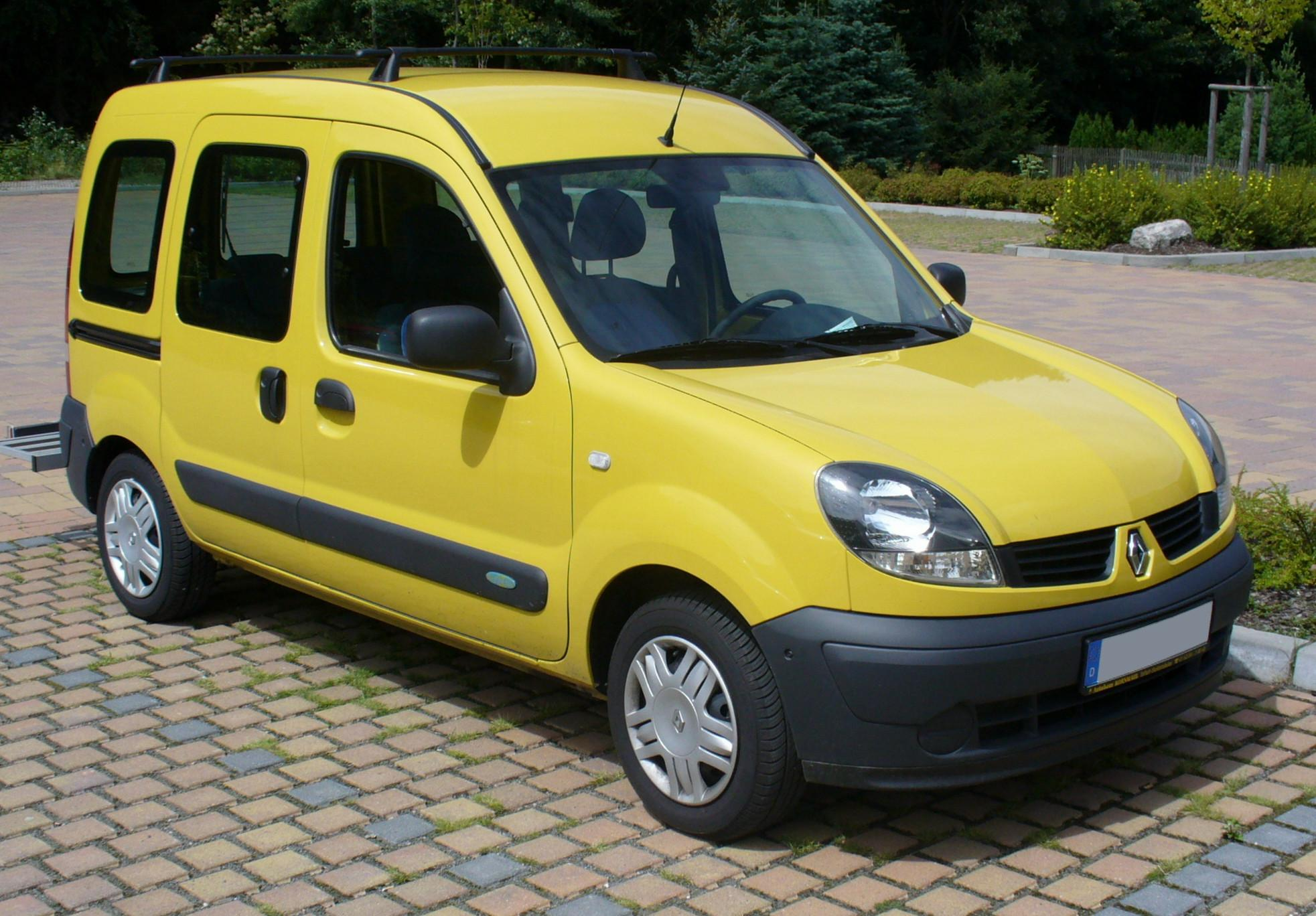
雷诺 Kangoo 。马来西亚是雷诺在东南亚的生产中心。

21世纪初是陈唱汽车控股有限公司产品组合多元化的十年。陈唱于2003年中旬，公司顺应雷诺-日产联盟的趋势，通过成立子公司TC Euro Cars私人有限公司（TCEC）负责马来西亚市场雷诺汽车的营销、分销和售后服务，成为雷诺在东盟的代理商之一。在TCEC成立之前，雷诺品牌曾由Quasar Carriage私人有限公司负责代理。此外，雷诺Kangoo的本地组装于2004年在TCMA的士拉央工厂开始，后来马来西亚也为雷诺在东盟的制造中心。
此时，原有的士拉央工厂的布局已显过时，不便于采用模块化组装等现代制造工艺。2006年，TCMA雪兰莪州实龙达设立第二家组装厂，于2006年2月28日举行在的奠基仪式。这使得陈唱汽车成为马来西亚当时唯一同时运营两座组装厂的非国产品牌汽车公司。
实龙达工厂引入了日产生产方式（NPW）下的先进制造技术，提升了陈唱汽车的产能。到21世纪初，2007年，日产Latio成为陈唱汽车新实龙达工厂下线的首款车型。

### 2010 年代 - 开掘日产东盟市场

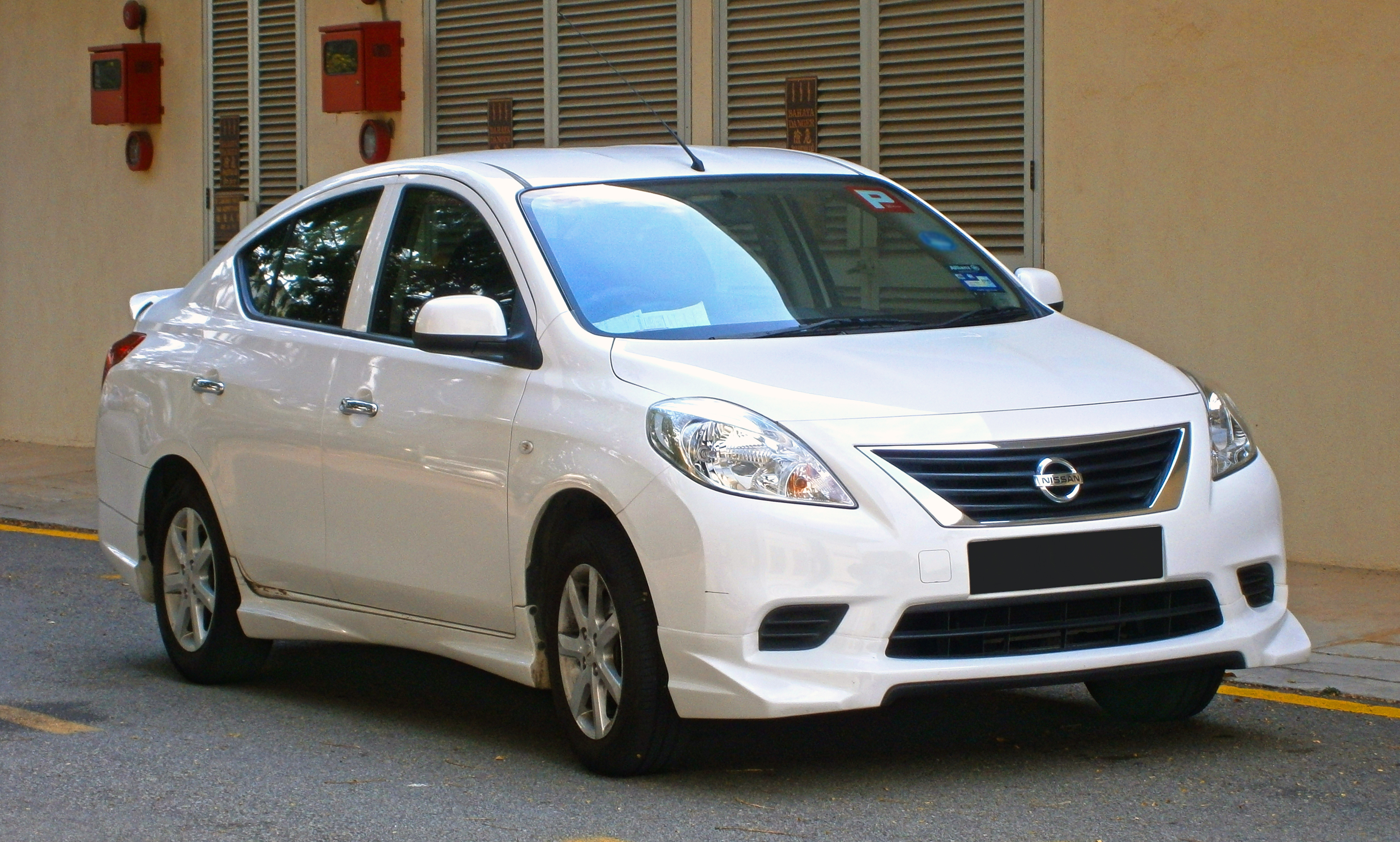
马来西亚组装的日产Almera 。

2010年代上半年见证了陈唱汽车向中南半岛的扩张。2010年，陈唱汽车获得了邻国老挝和柬埔寨日产汽车的特许经营权。此前，日产日本曾于2004年授权丹麦的凯尔集团负责日产品牌在越南、老挝和柬埔寨的业务，这些特许经营权在2010年代末期转让给了陈唱集团。陈唱汽车（柬埔寨）有限公司和陈唱汽车（老挝）有限公司分别负责柬埔寨市场和老挝市场日产汽车的营销、分销和售后服务。柬埔寨和老挝的所有日产汽车均为完全进口的整车（CBU）车型。

#### 开掘缅甸市场
2013年7月，日产再次授予陈唱汽车在缅甸销售日产汽车的特许经营权，由TCMH集团的全资子公司ETCM（缅甸）有限公司负责营销、分销和售后服务。同年8月，缅甸投资委员会授予陈唱汽车控股有限公司（TCMH）在勃固工业区制造汽车的许可证。由陈唱汽车（缅甸）有限公司，作为TCMH集团的全资子公司，负责制造缅甸市场的日产汽车。该工厂于2018年完工，日产Sunny成为首款为缅甸市场进行本地组装的车型。

#### 开掘越南市场
陈唱集团于1995年曾联合岘港汽车机械工程厂、丸红、日产曾联合筹备在越南设立日产组装厂的计划，并原定于1997年中期开始建设。然而，由于1997年亚洲金融危机的影响，越南工厂的开业被无限期推迟。十五年后，陈唱汽车控股有限公司（TCMH Group）在岘港的其个越南工厂落成，这也是集团首个国际工厂，由TCMH的全资子公司TCIE Vietnam Pte. Ltd. （TCIEV）负责管理。首批左舵版日产Sunny车型于2013年6月11日下线。 越南市场日产汽车的营销、分销和售后服务则由日产和TCMH集团合资成立的日产越南有限公司（Nissan Vietnam Co. Ltd.，简称NVL）经营。除了本地组装的Sunny，NVL也提供完全进口的整车（CBU）销售。
陈唱集团也在中南半岛拓展并尝试进入摩托车市场。2012年1月，陈唱摩托车（老挝）有限公司获得台湾三阳工业股份有限公司旗下子公司越南制造与出口加工有限公司（Vietnam Manufacturing and Export Processing Co., Ltd.）的经销权，在老挝销售三阳摩托车。然而，由于销售业绩不佳，该经销协议于2013年9月终止。
此外，2014年12月，陈唱汽车控股有限公司（TCMH Group）与川崎重工业株式会社签署了经销协议，通过其子公司TC Motorcycles (Vietnam) Co., Ltd.在越南分销和销售整车（CBU）川崎摩托车、零部件及配件。
截至 2016 年第一季度，日产是马来西亚第四大畅销汽车品牌，仅次于第二国产车、宝腾和本田 。 

### 2020 年代
陈唱摩多受到新冠疫情和疫情行动管制令 (MCO)的严重打击，集团收入损失了一半以上。而疫情后复苏后森那美、合成、第二国产车、宝腾等同行的竞争。陈唱摩多的销量和分销量暴跌并导致2021年出现亏损。
2020年，陈唱摩多转向再生能源等非汽车领域实现多元化发展。该集团作为一个财团（陈唱摩多、APM Automotive 和 TC Warisan）从马来西亚能源委员会获得了 雪兰莪州水务管理局颁发的30兆瓦浮动大型太阳能光伏（LSS）第四期（LSS4）项目。该项目由其子公司TC Sunenergy Sdn Bhd负责运营管理。除了太阳能之外，陈唱页积极研究废物能源和氢气，作为可再生能源探索和绿色交通的一部分。

## 业务

### 汽车生产

#### 双文丹, 乌鲁雪兰莪, 雪兰莪, 马来西亚
当前生产
日产

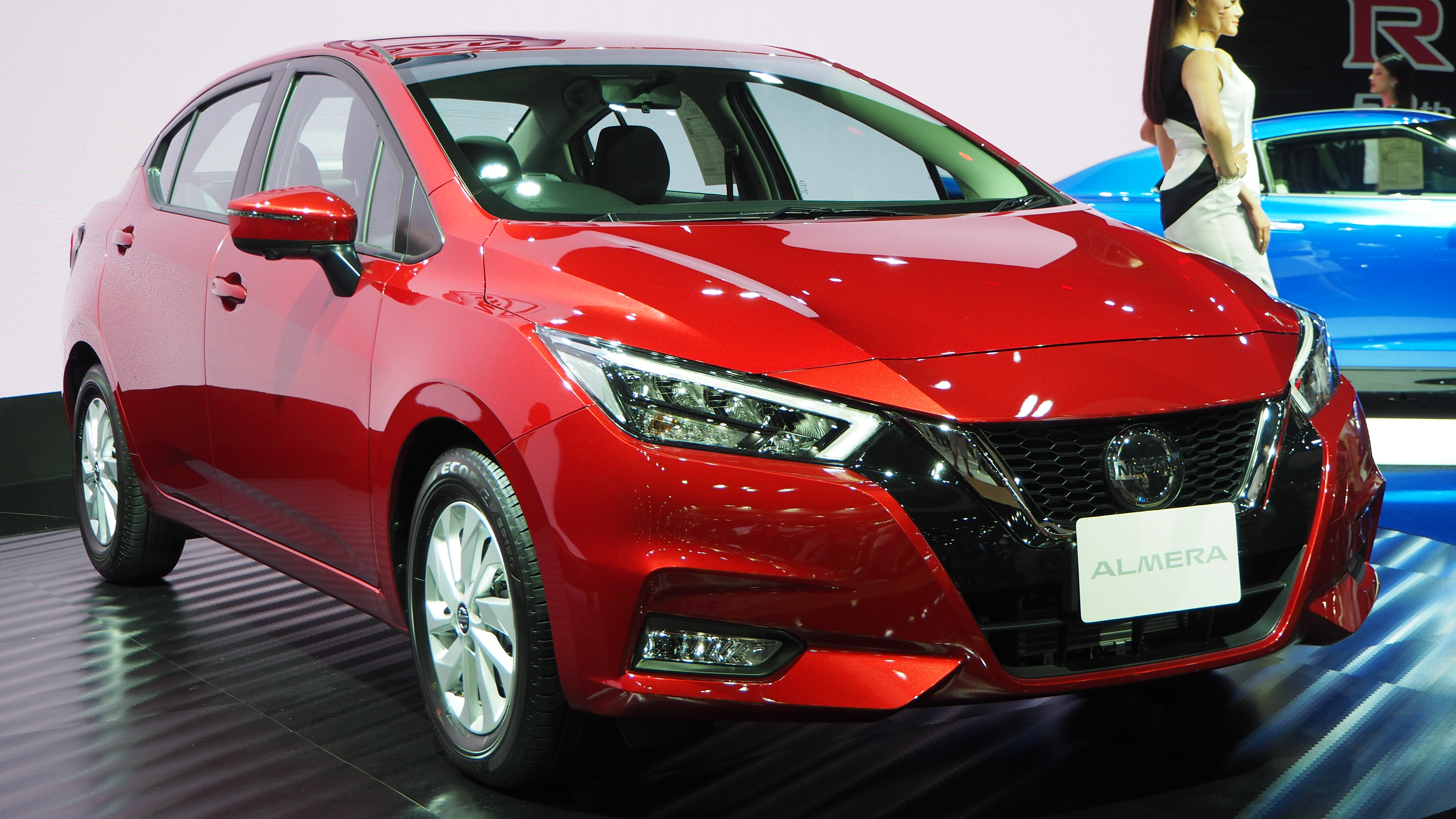
日产Almera (N18)[46] 09/2012–至今
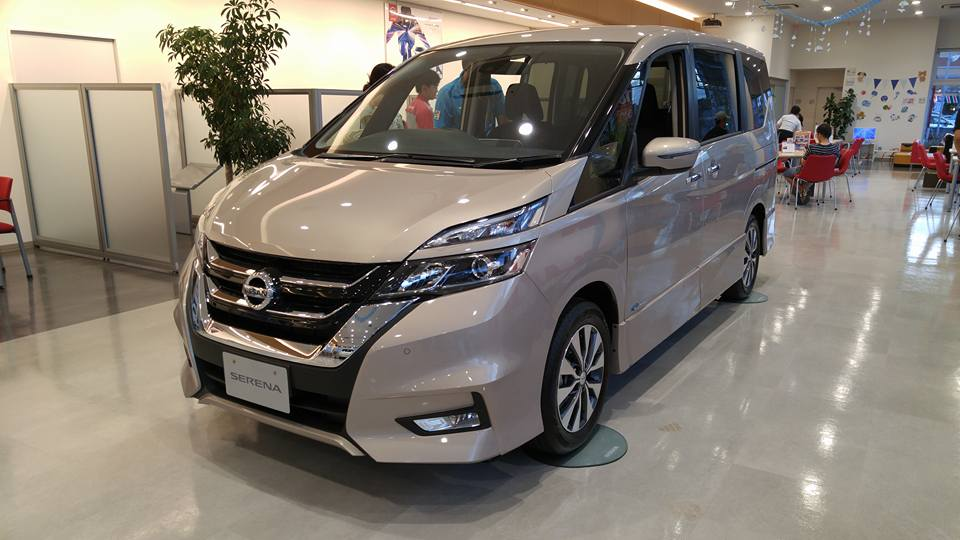
日产Serena S-Hybrid[47] 10/2014–至今

曾生产
日产

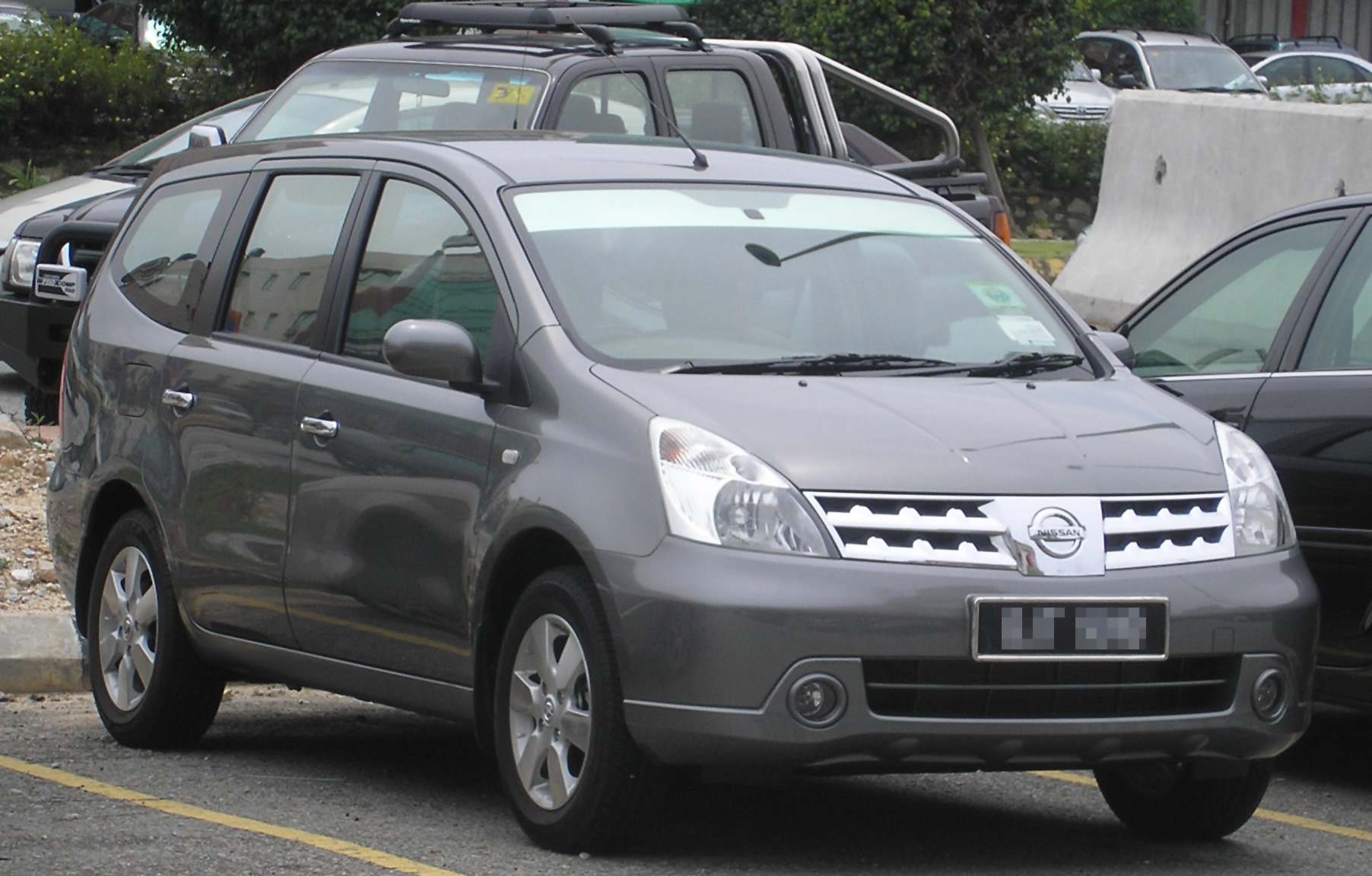
日产Grand Livina[47] 2007–2018
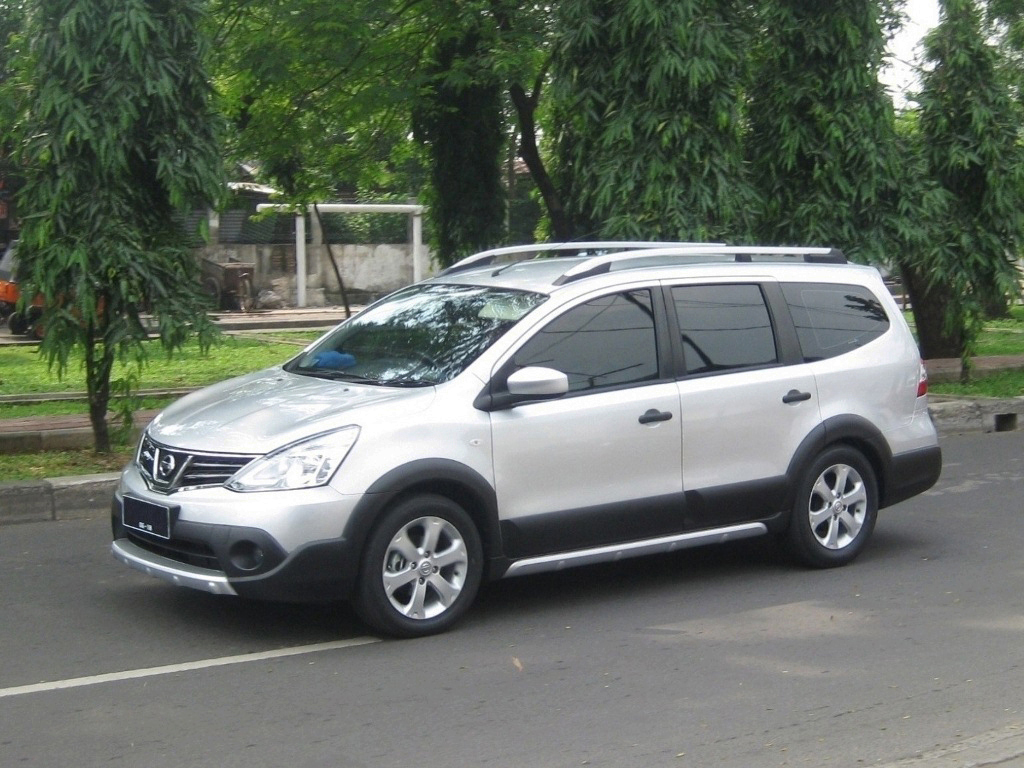
Nissan X-Gear[47] 2011–2018
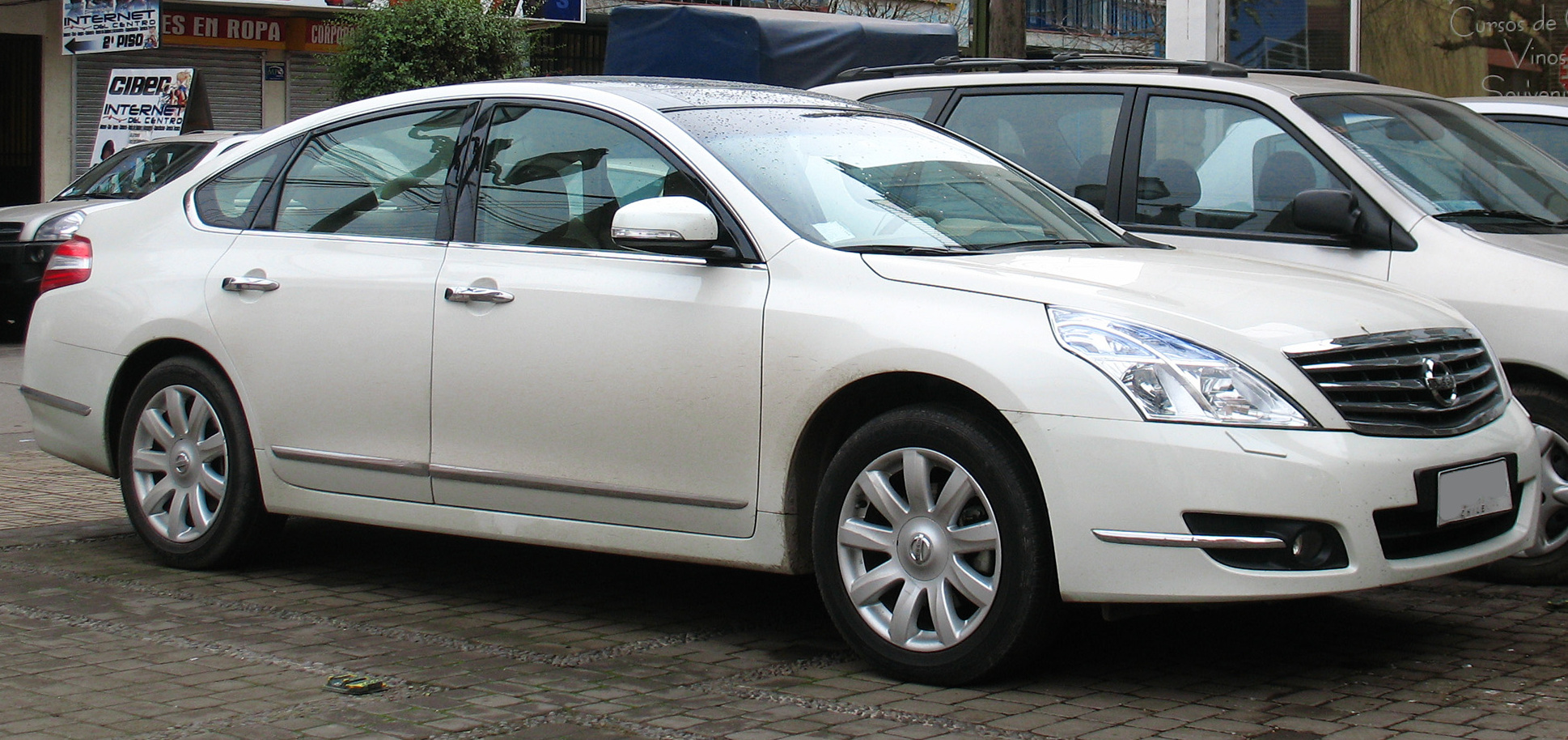
Nissan Teana (J32)日产Teana (J32)[46] 09/2010–2014
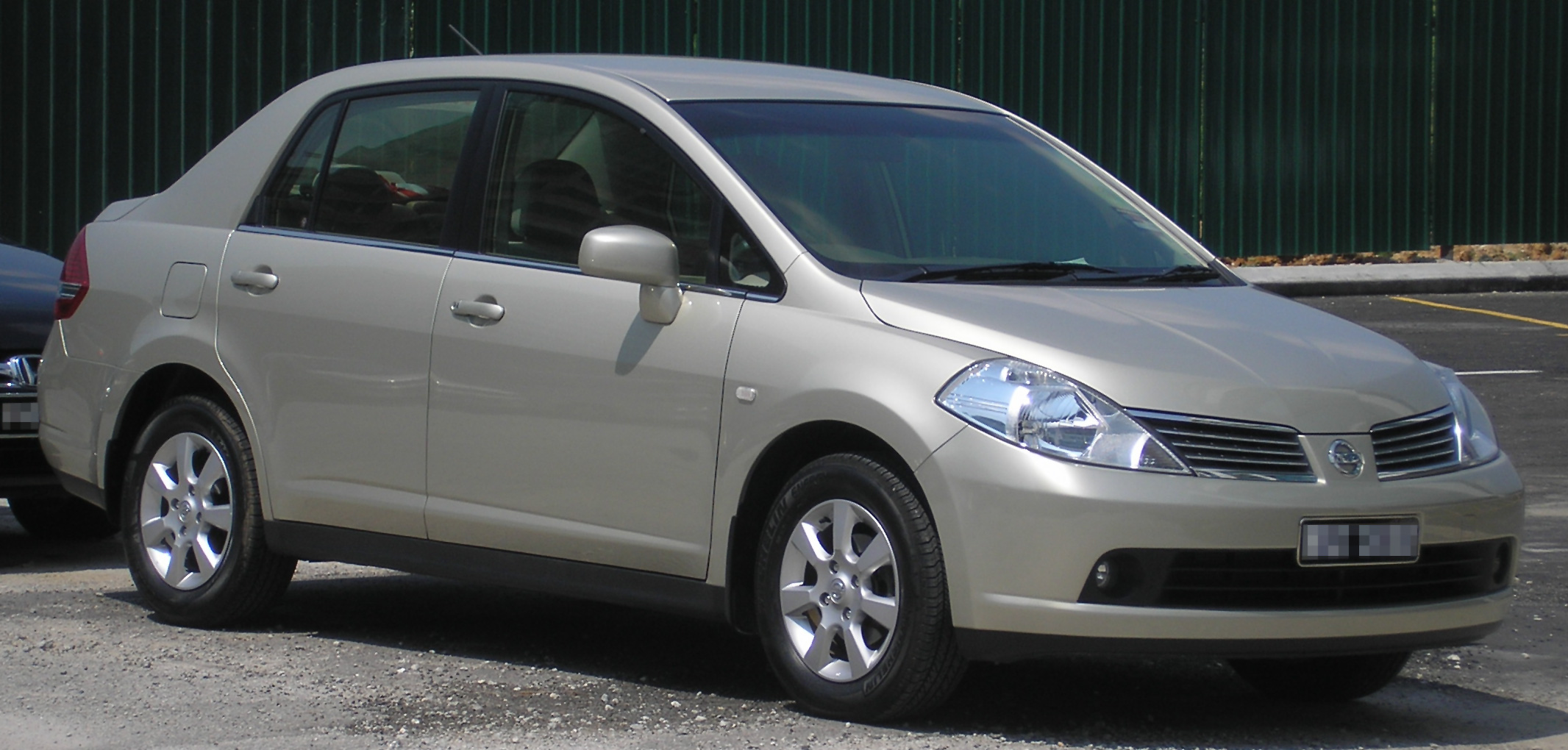
Nissan Latio (C11)日产Latio (C11)轿车 [46] 2007–05/2015
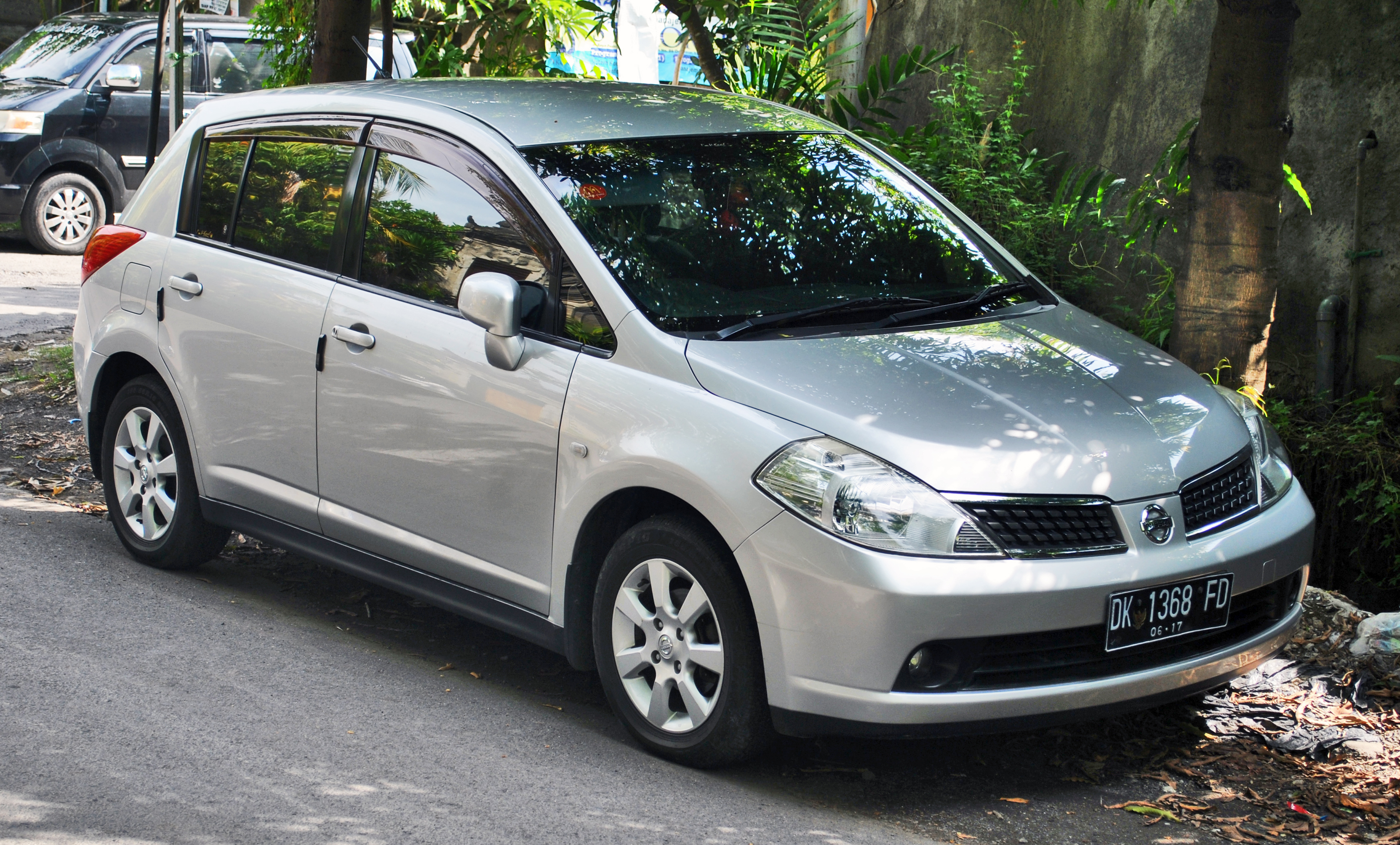
Nissan Latio (C11)日产Latio (C11) 掀背式汽车[46] 2007–05/2015
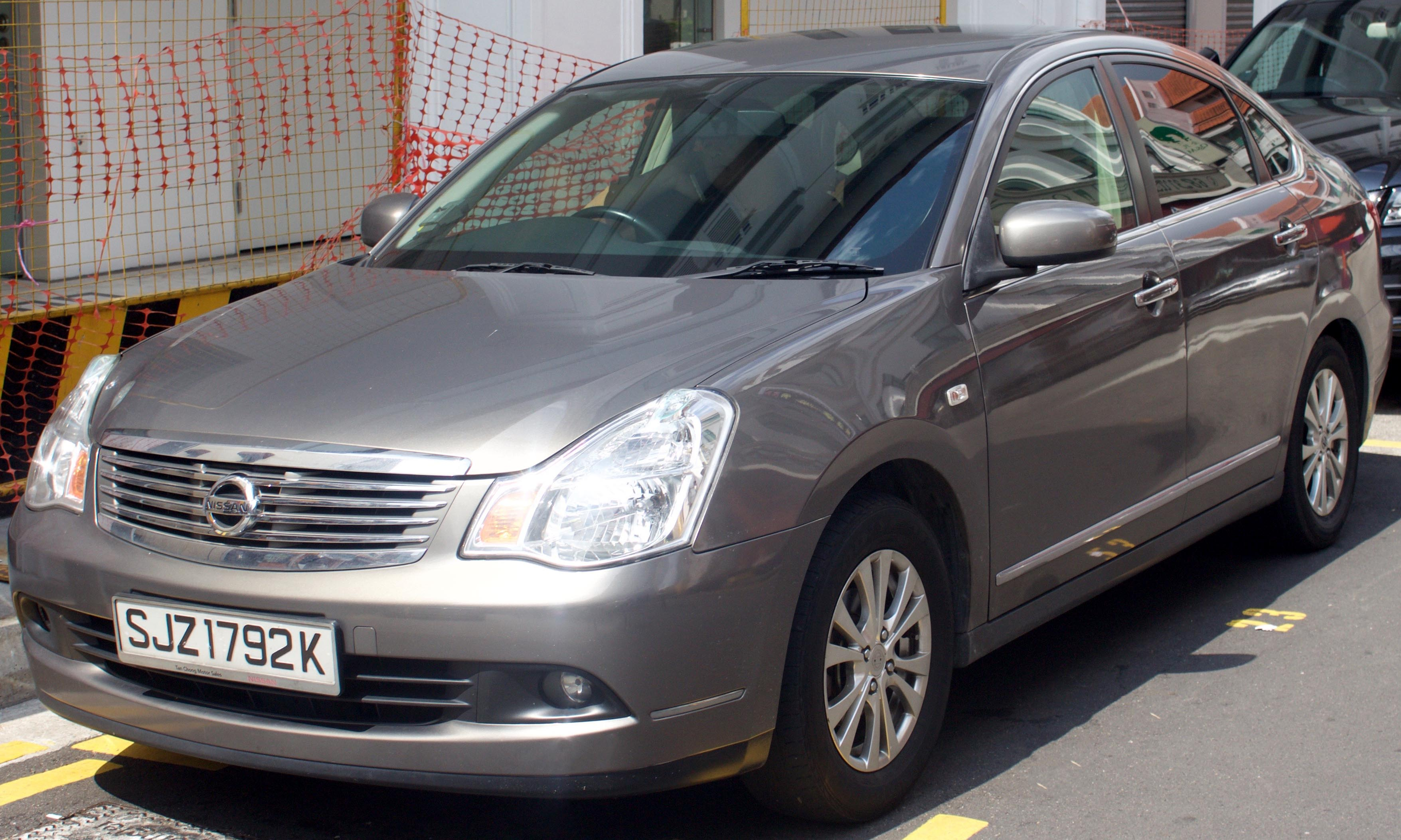
Nissan Sylphy (G11)[46] 2008–08/2015
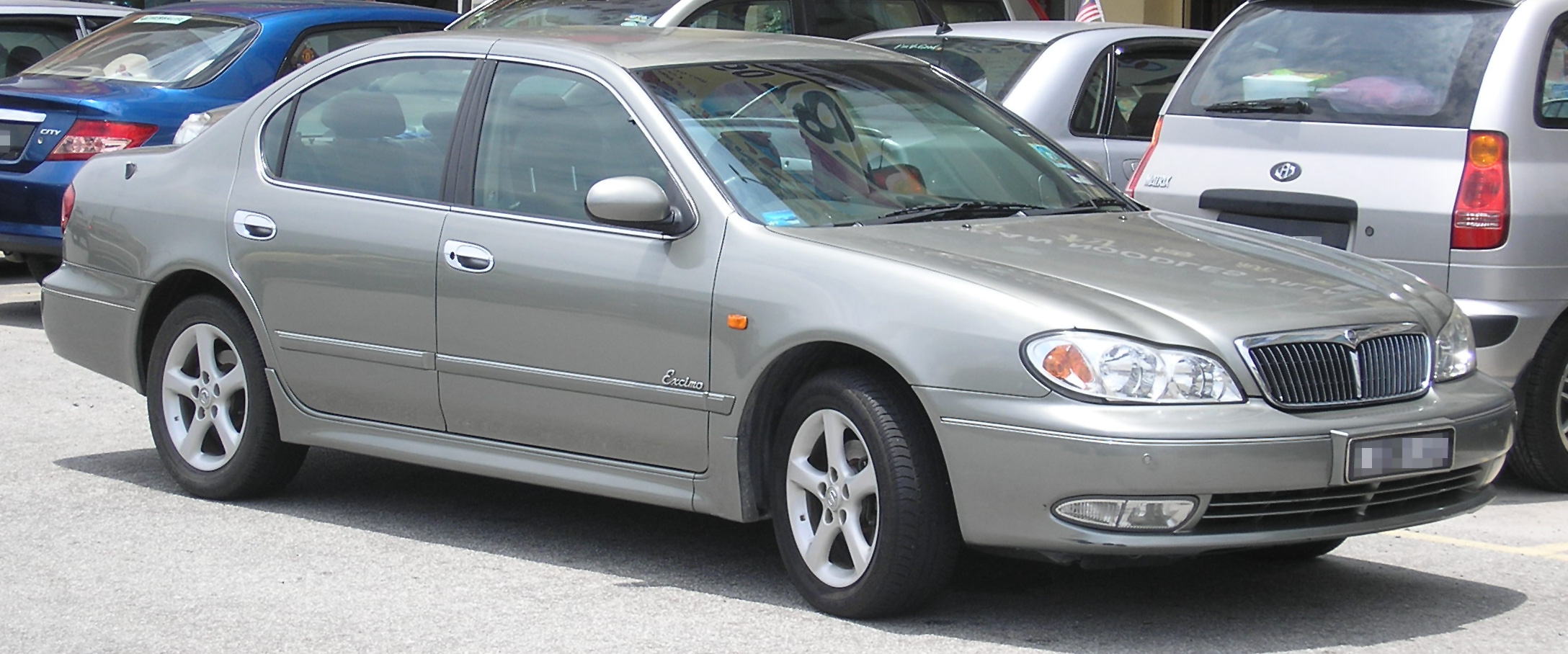
Nissan Cefiro 1994–2008
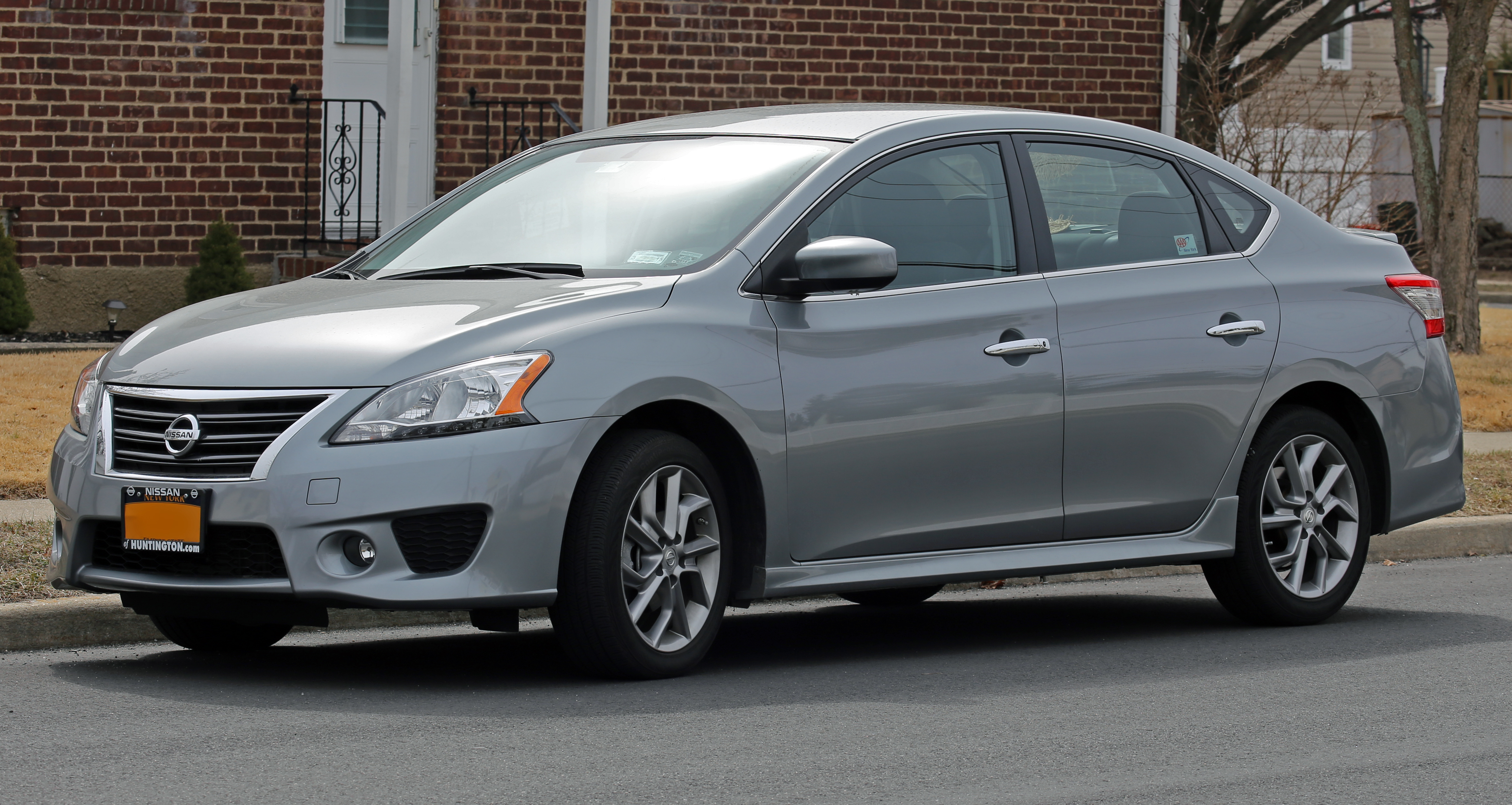
Nissan Sylphy (B17) 11/2013–02/2020
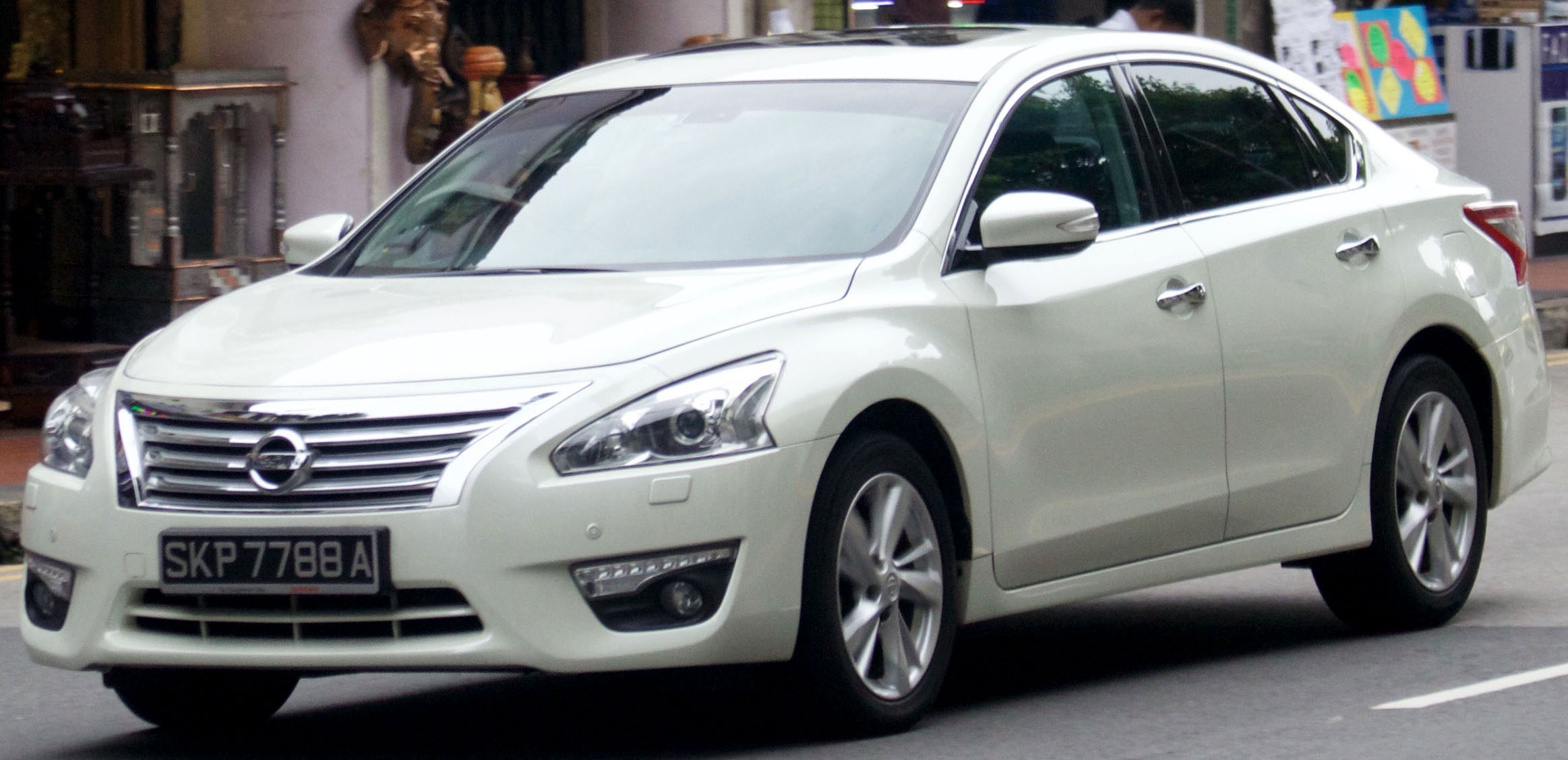
Nissan Teana (L33)[47] 04/2014–05/2019
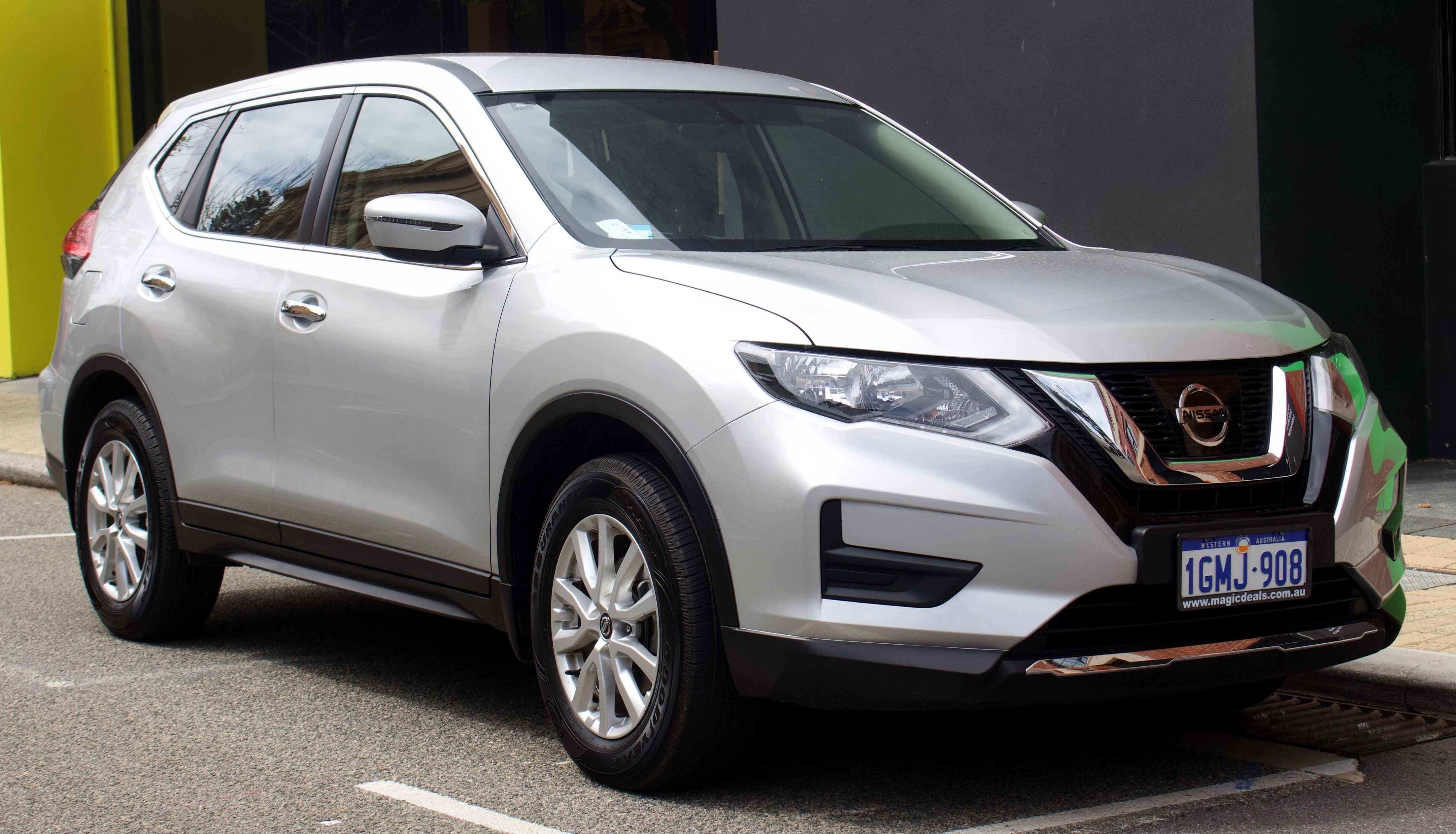
Nissan X-Trail[46] 01/2015–2020

### 泗岩沫, 吉隆坡, 马来西亚

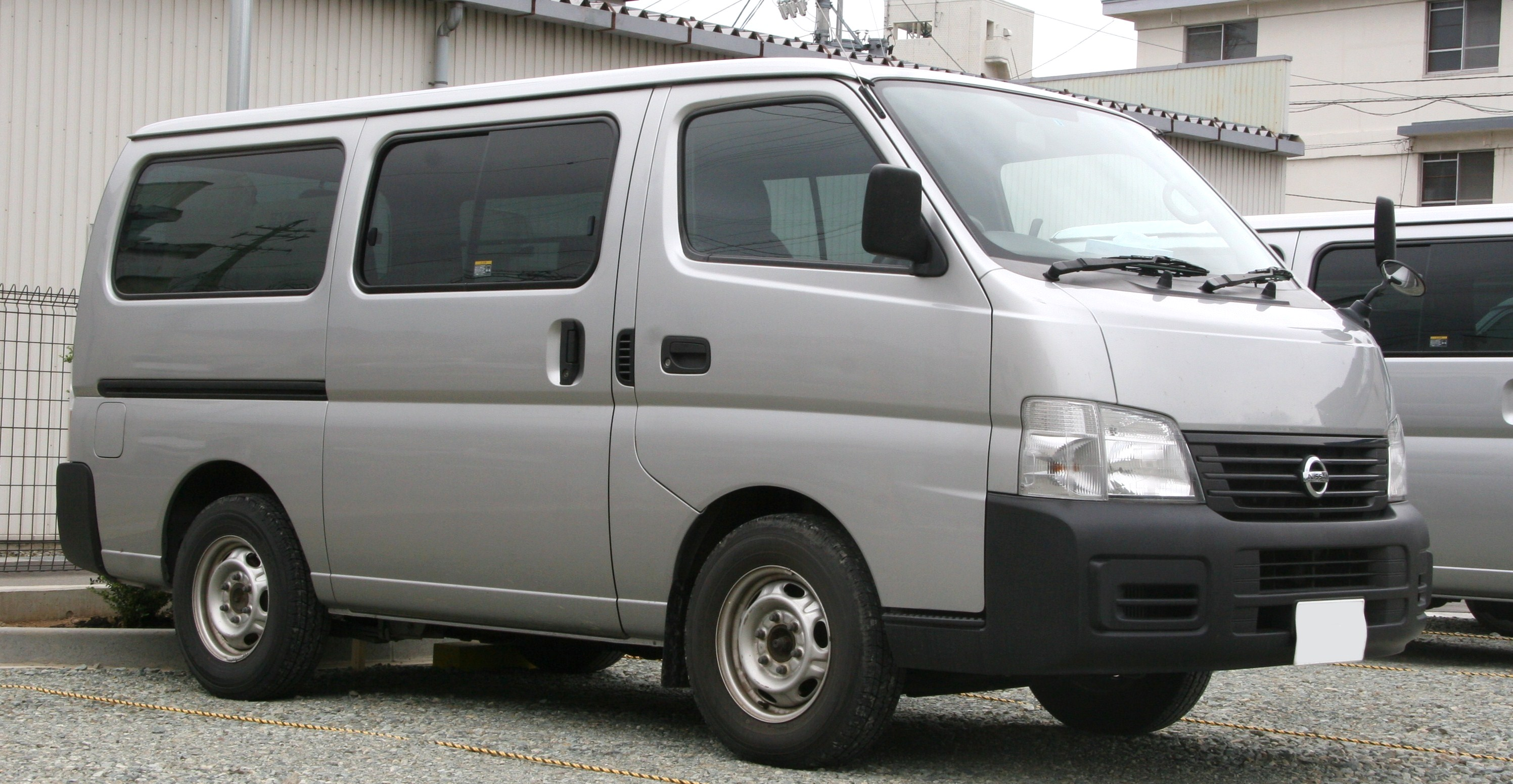
日产Urvan (E25) 2007-03/2015
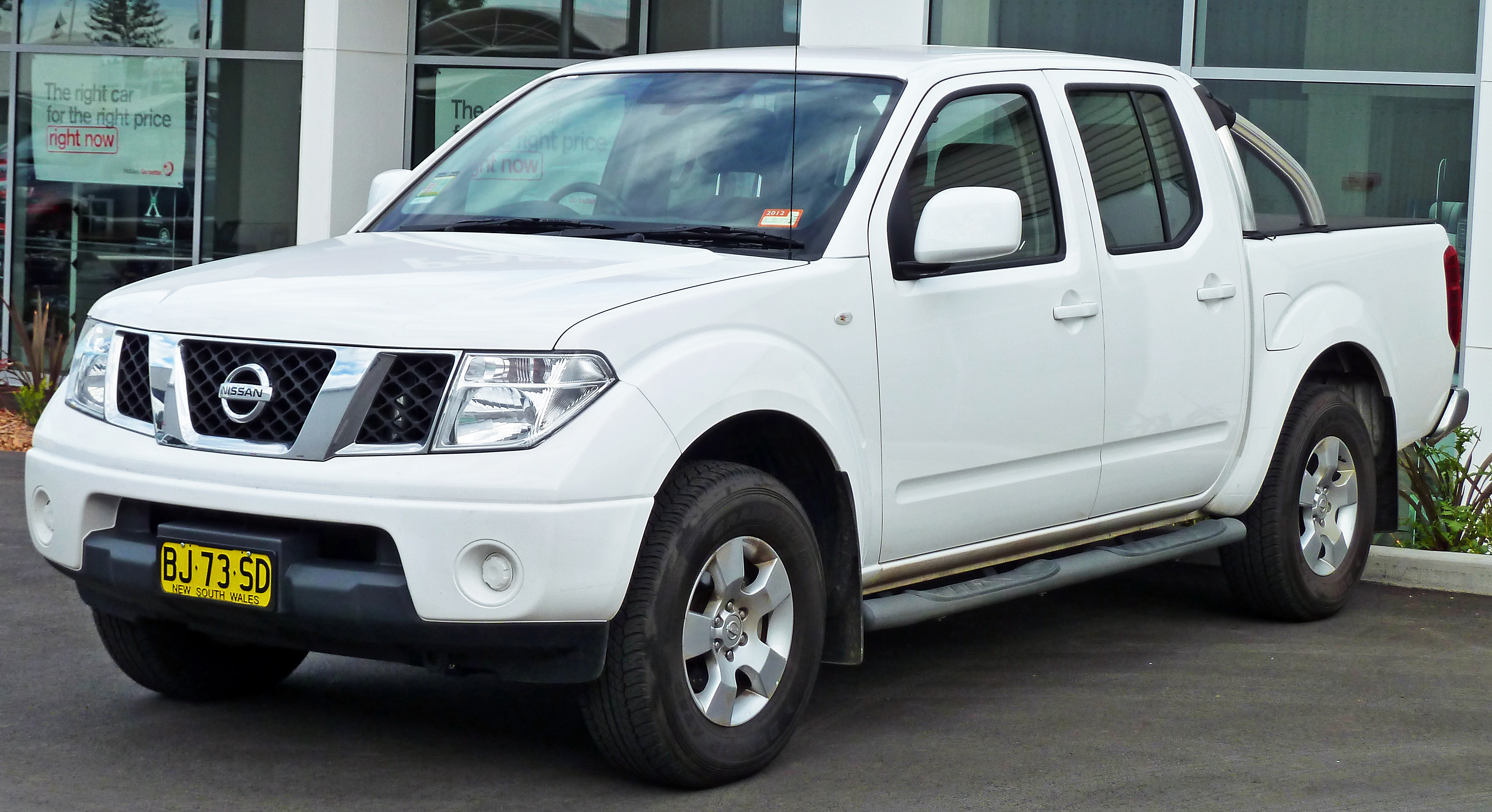
日产Navara (D40) 2008-2017

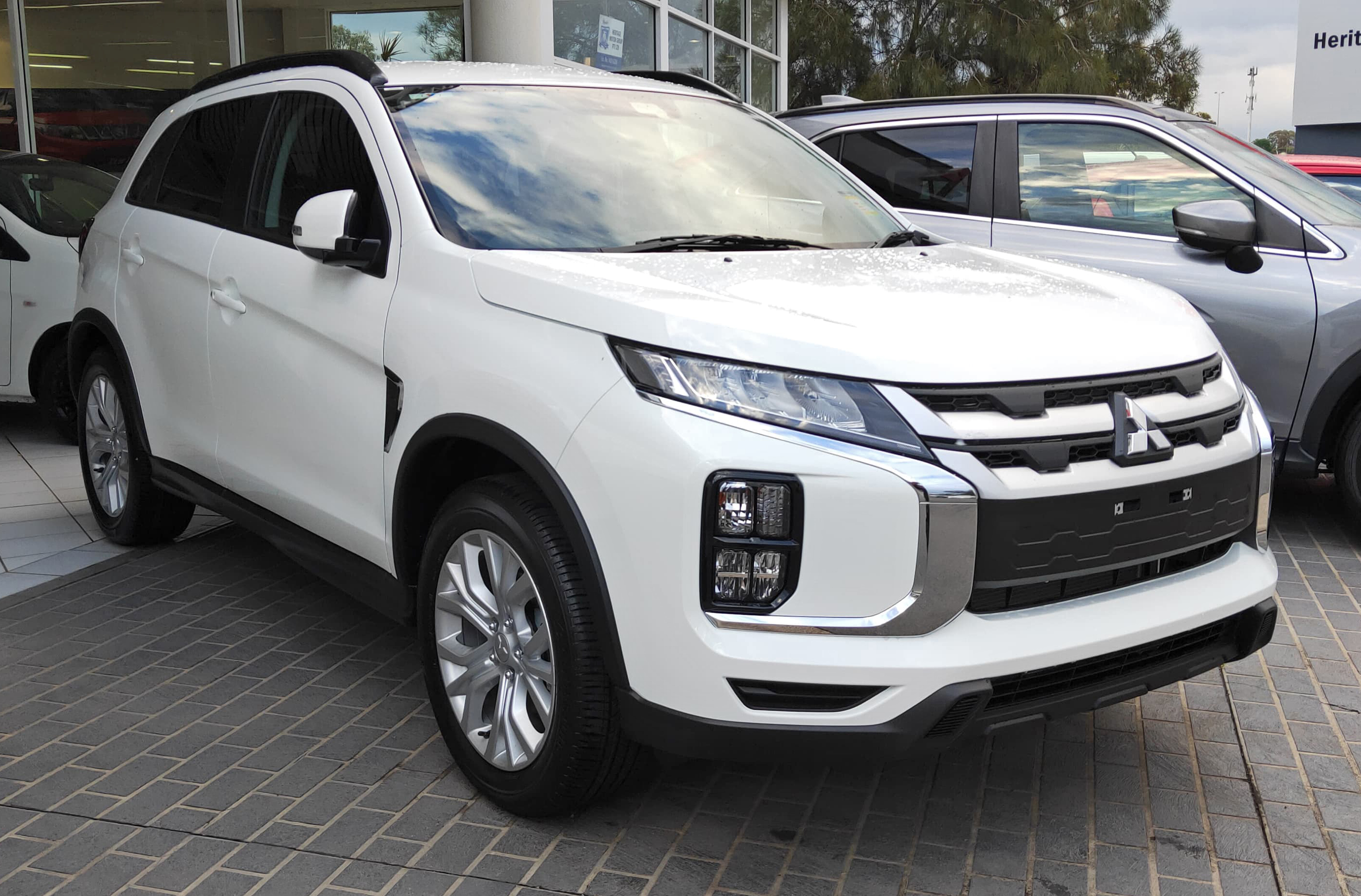
三菱ASX 12/2013-04/2021

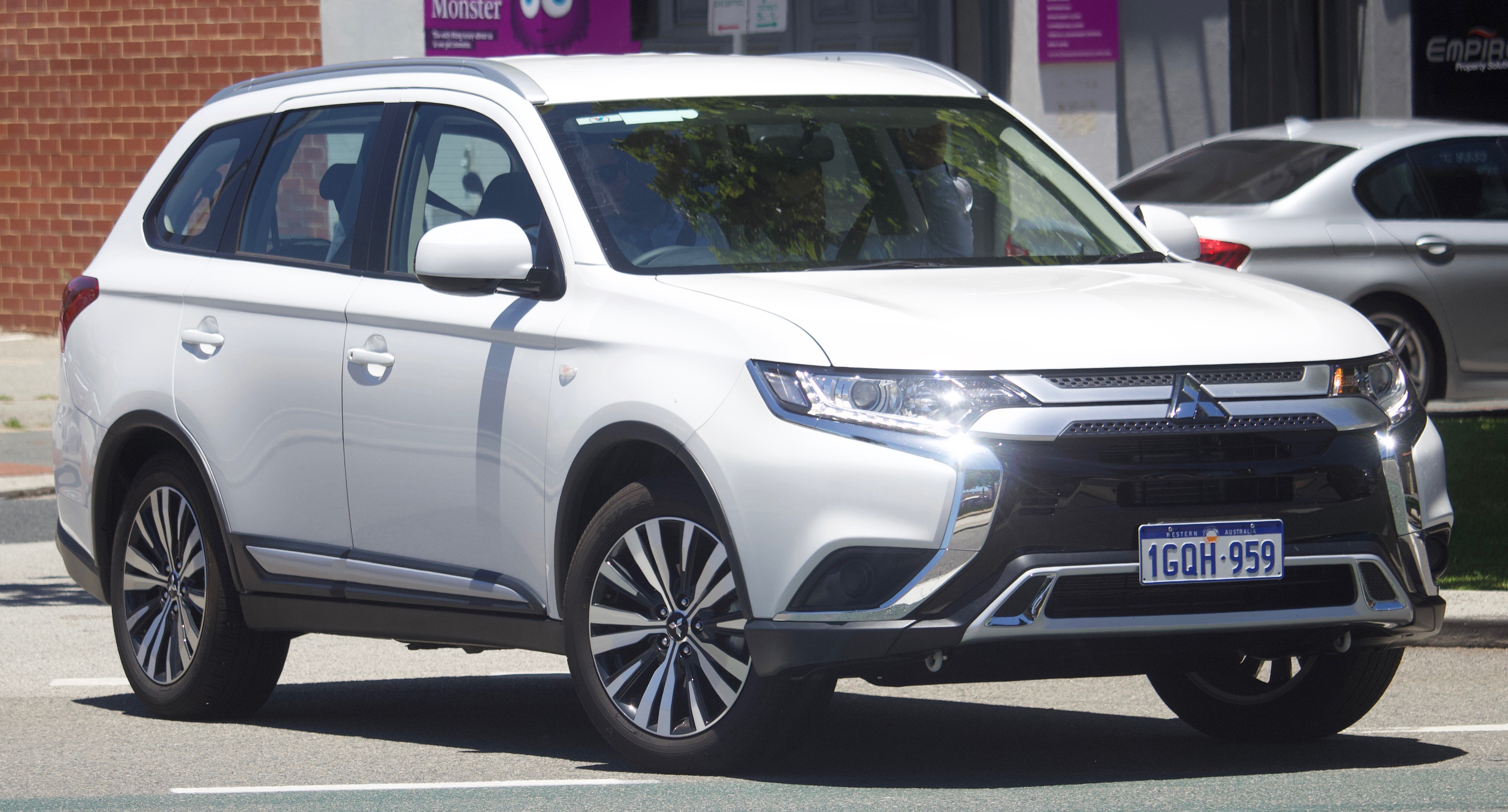
三零Outlander 09/2017-2021

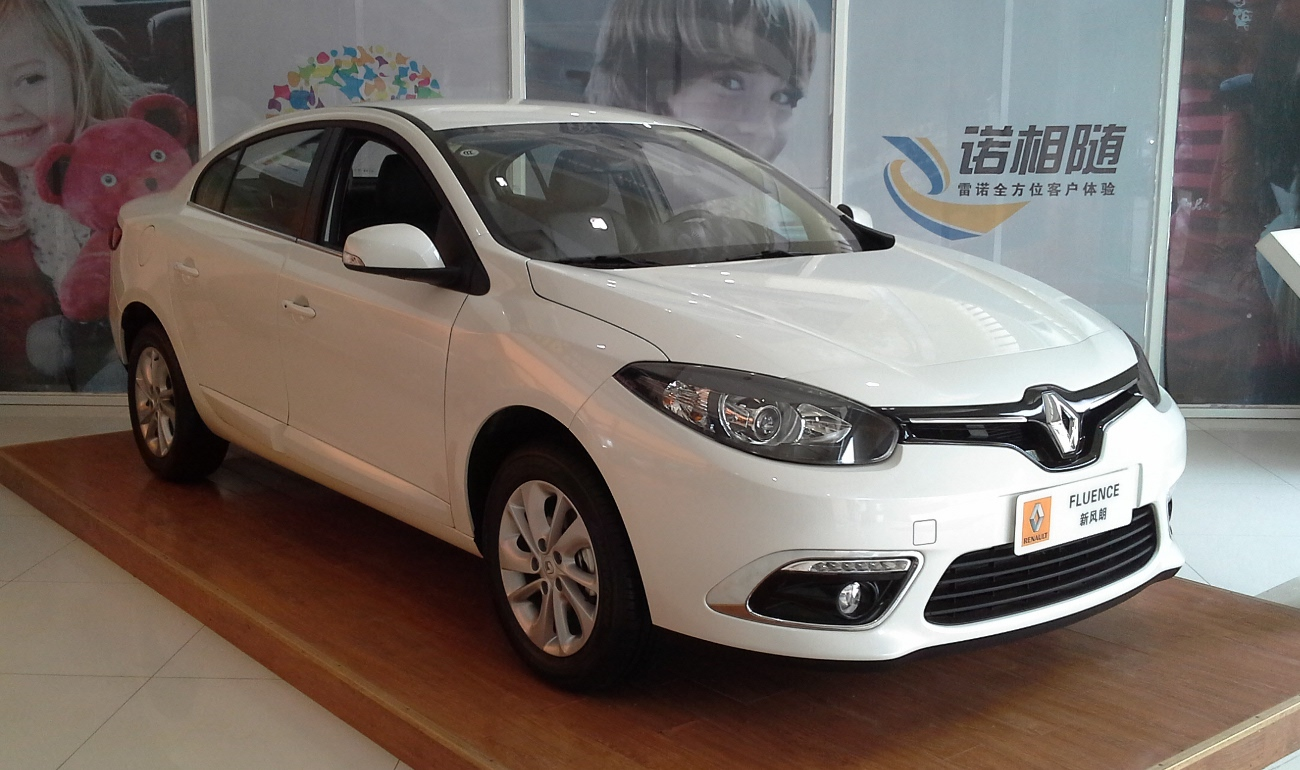
雷诺Fluence 04/2014-2016
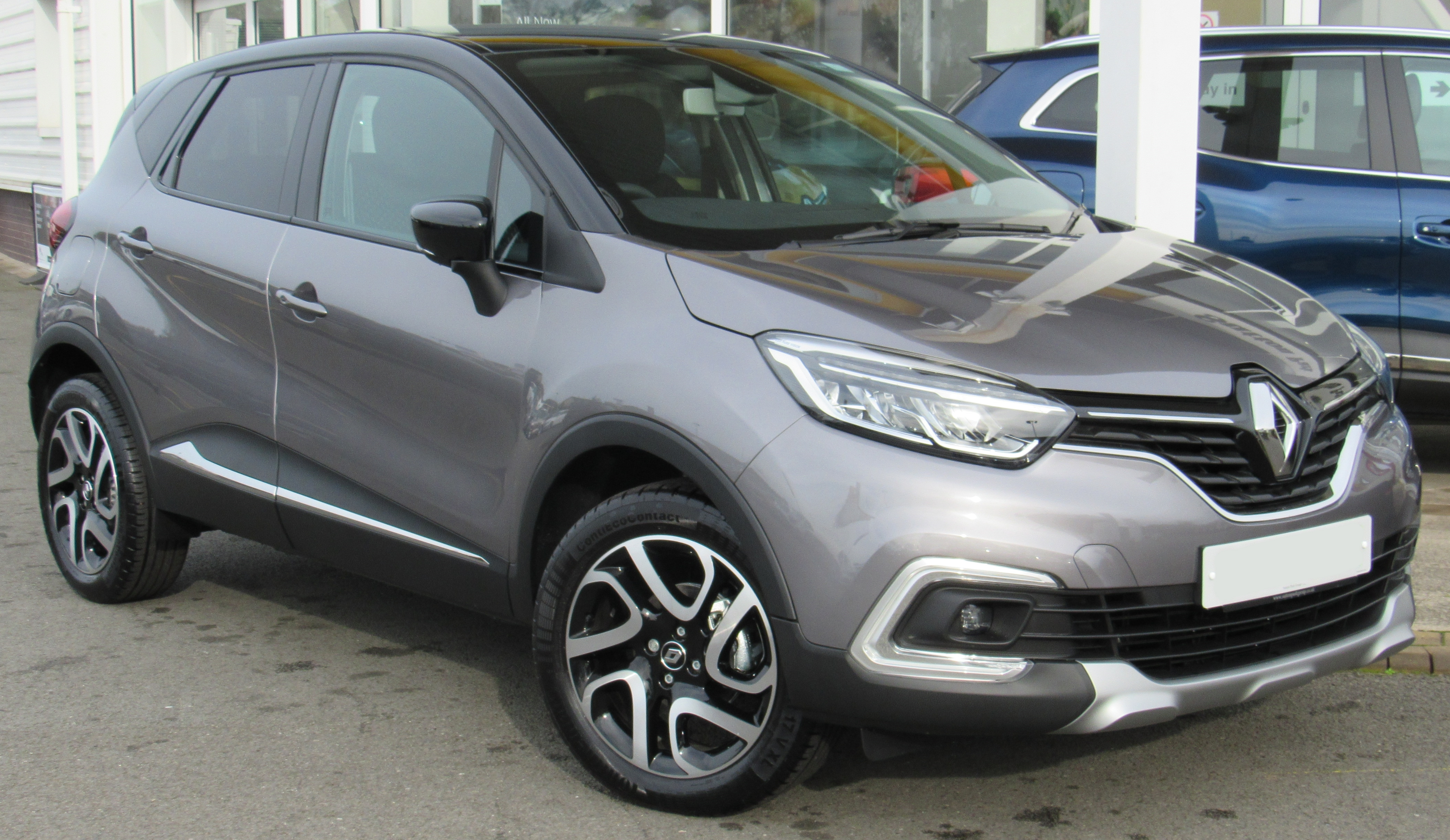
雷诺Captur 04/2017-2019

当前生产
广汽集团

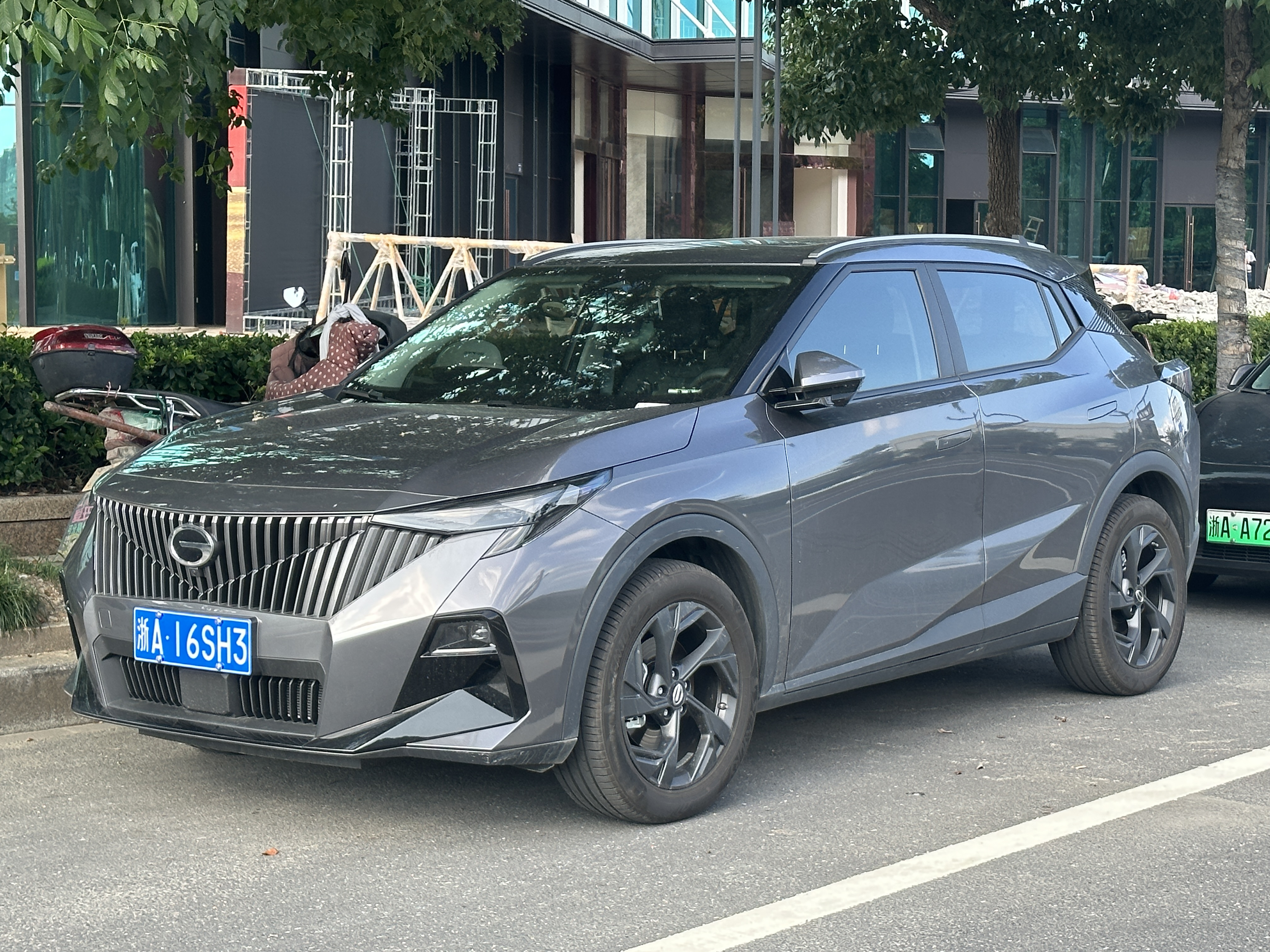
广汽GS3 Enzoom[48] 04/2024-至今

日产

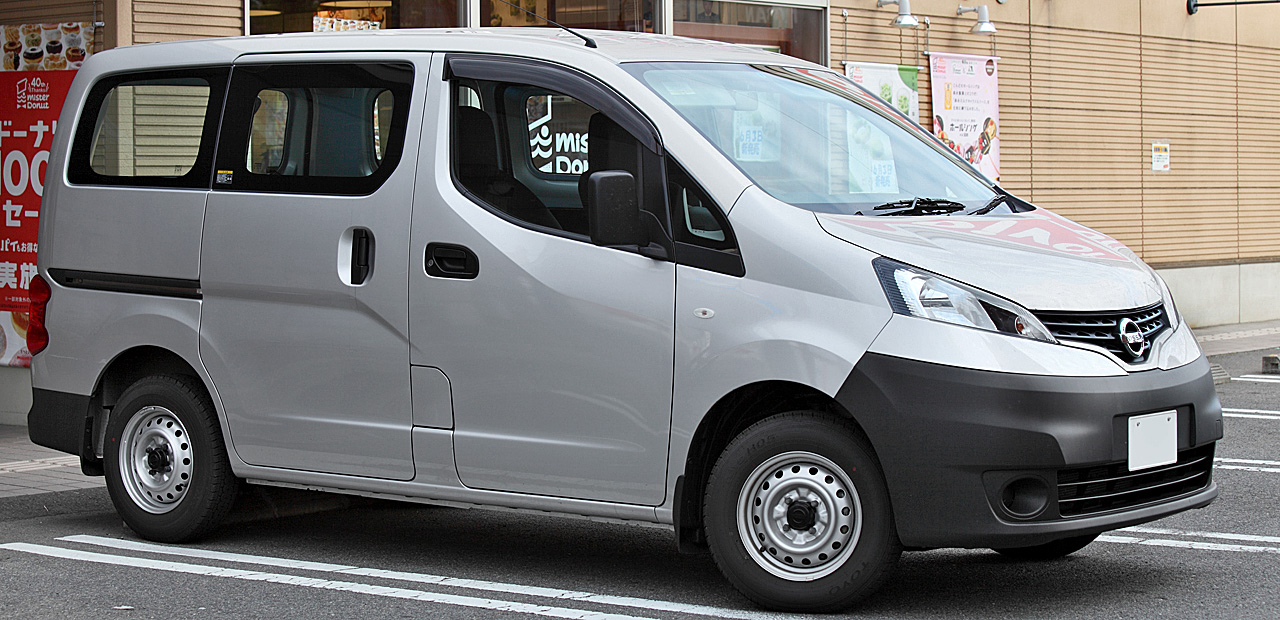
日产NV200[46] 07/2012–至今

曾生产
日产
- 日产Urvan (E25)[49]
2007–03/2015
- 日产Navara (D40)[47]
2008–2017

斯巴鲁

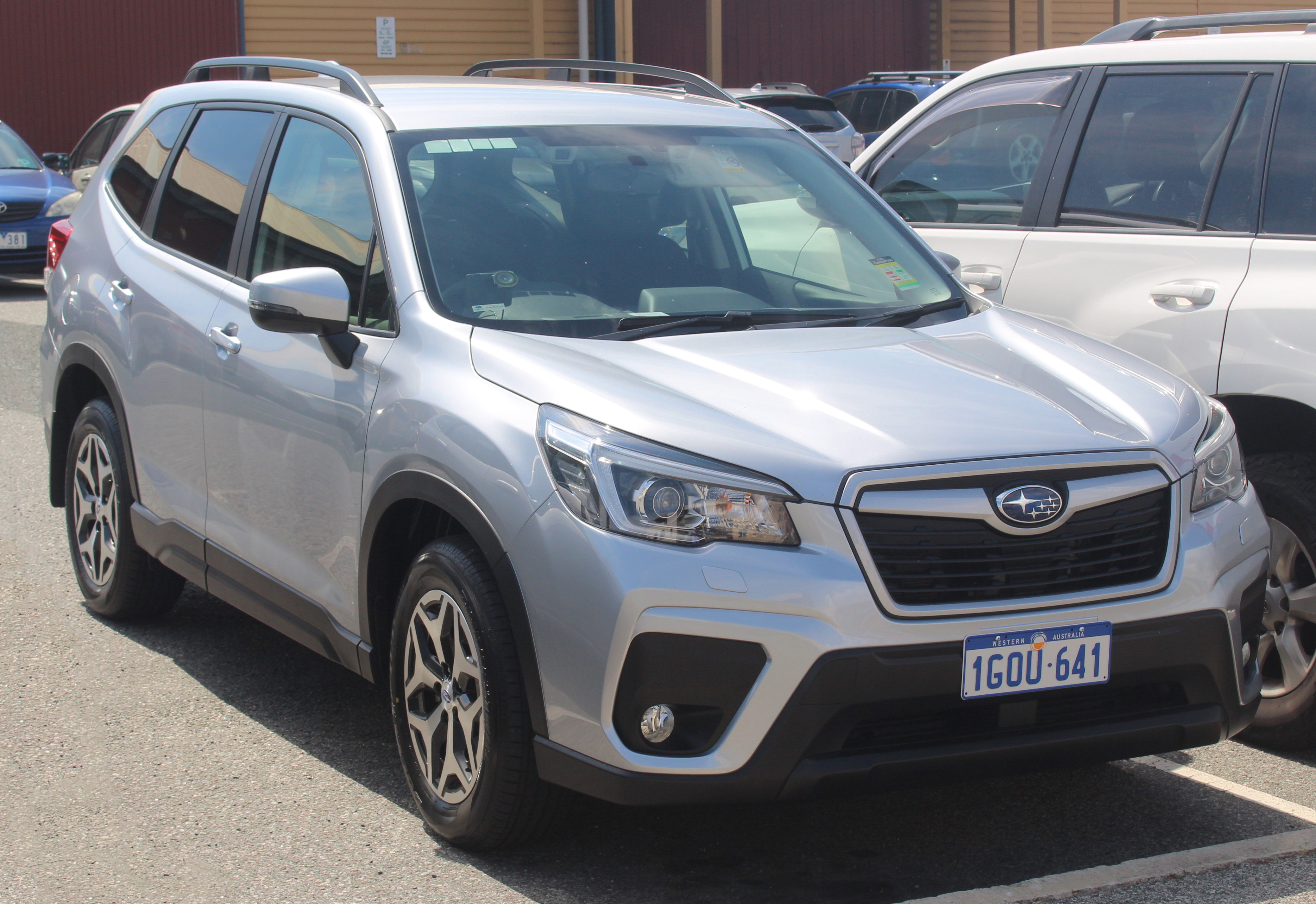
斯巴鲁Forester[50] 02/2016–2019
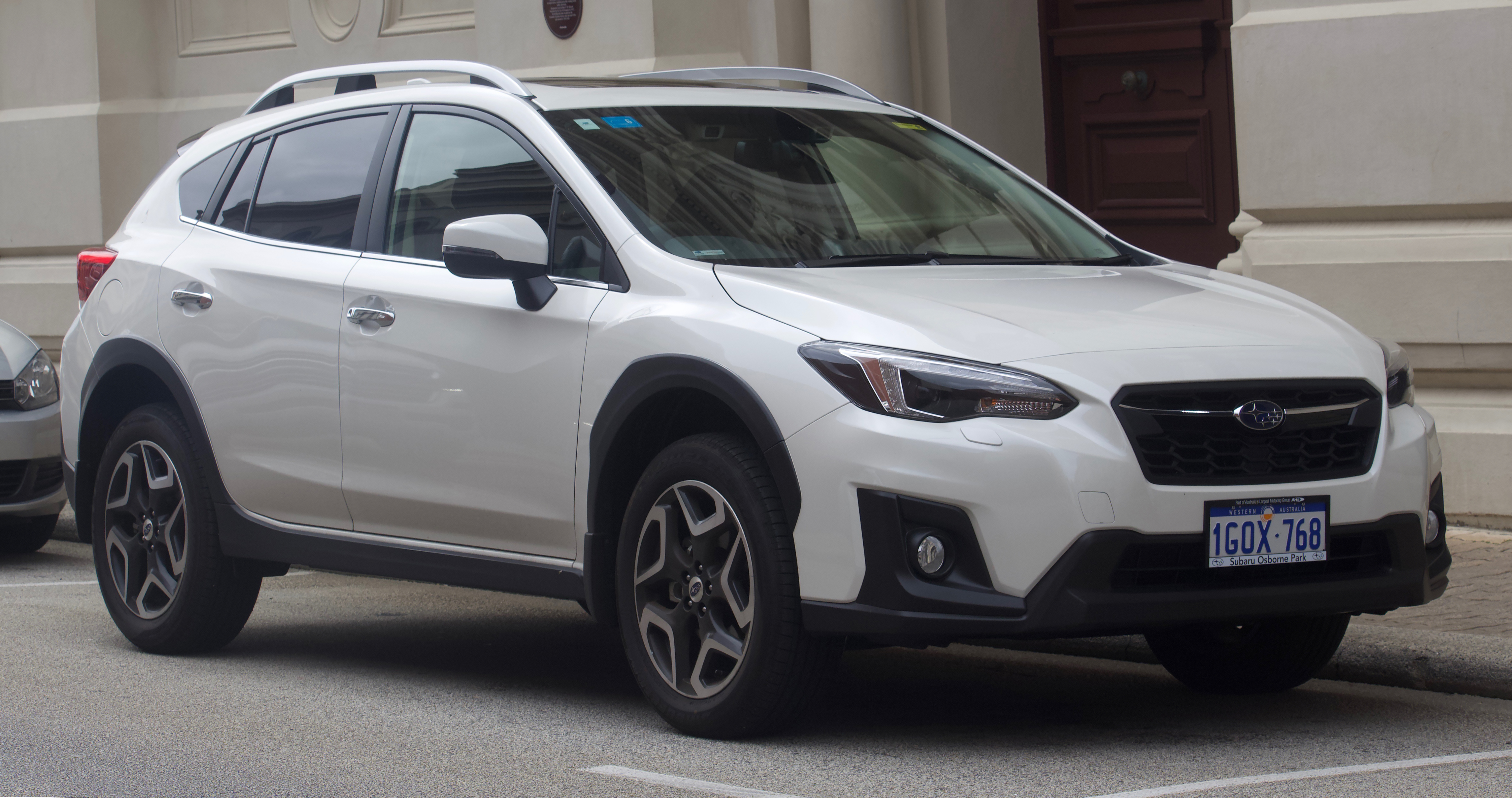
斯巴鲁XV[51] 11/2012–2023

三菱
- 三菱ASX[52]
12/2013–04/2021

- 三零Outlander[53]
09/2017–2021

雷诺
- 雷诺Fluence[46]
04/2014–2016
- 雷诺Captur[54]
04/2017–2019

### 岘港, 越南
曾生产
日产

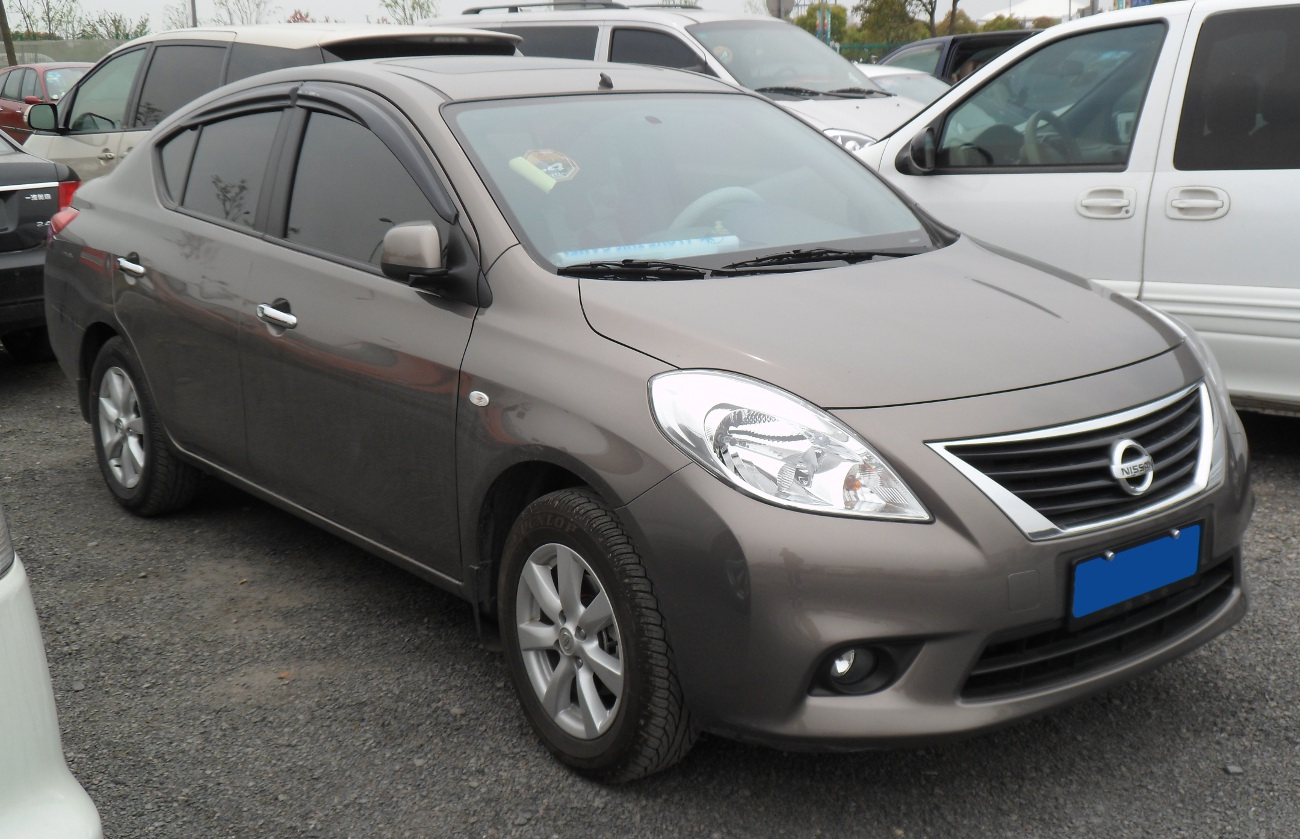
日产Sunny 06/2013–04/2021

### Bago, Myanmar
曾生产
日产

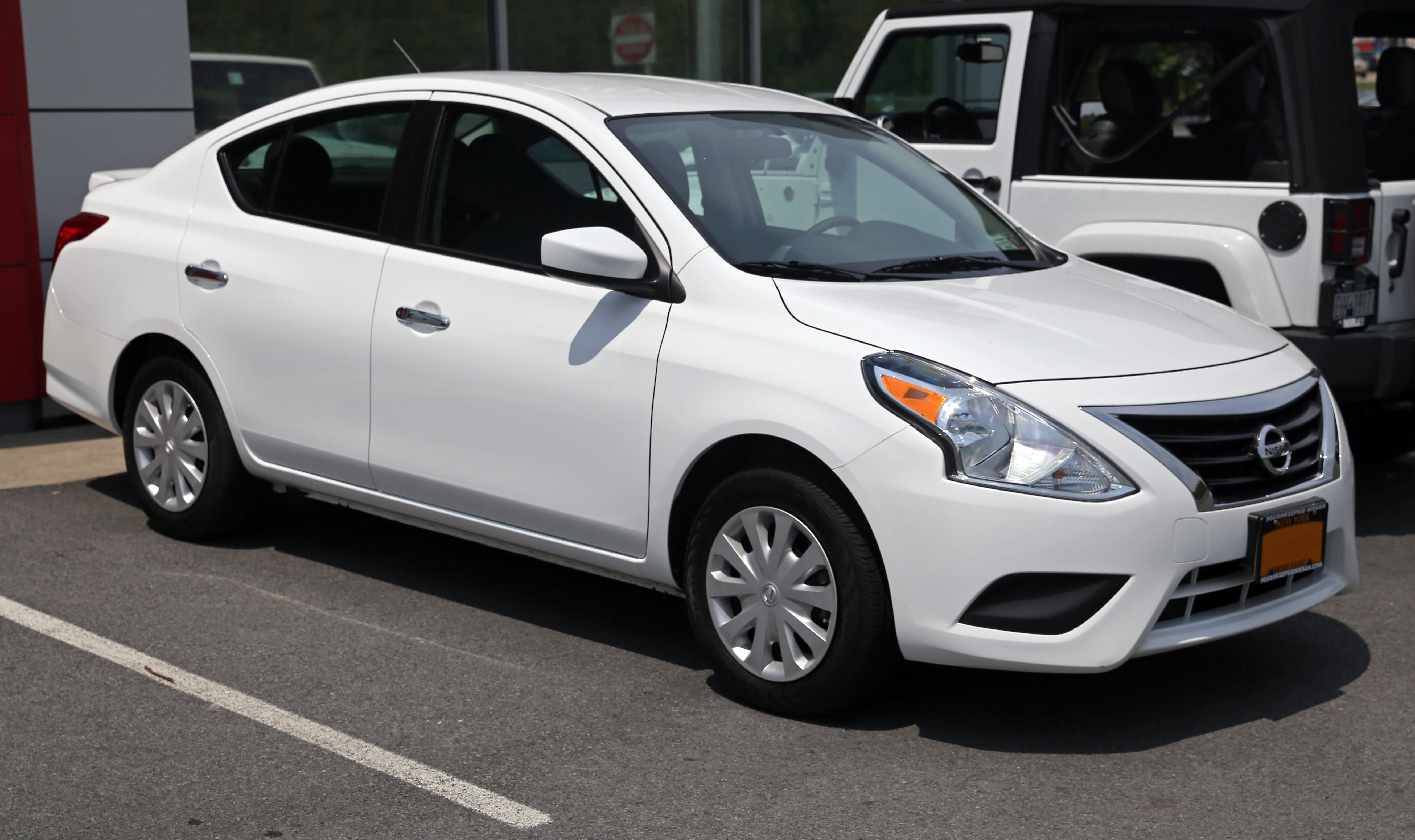
日产Sunny 2018–2023

### 叻甲挽, 曼谷, 泰国
曾生产
斯巴鲁

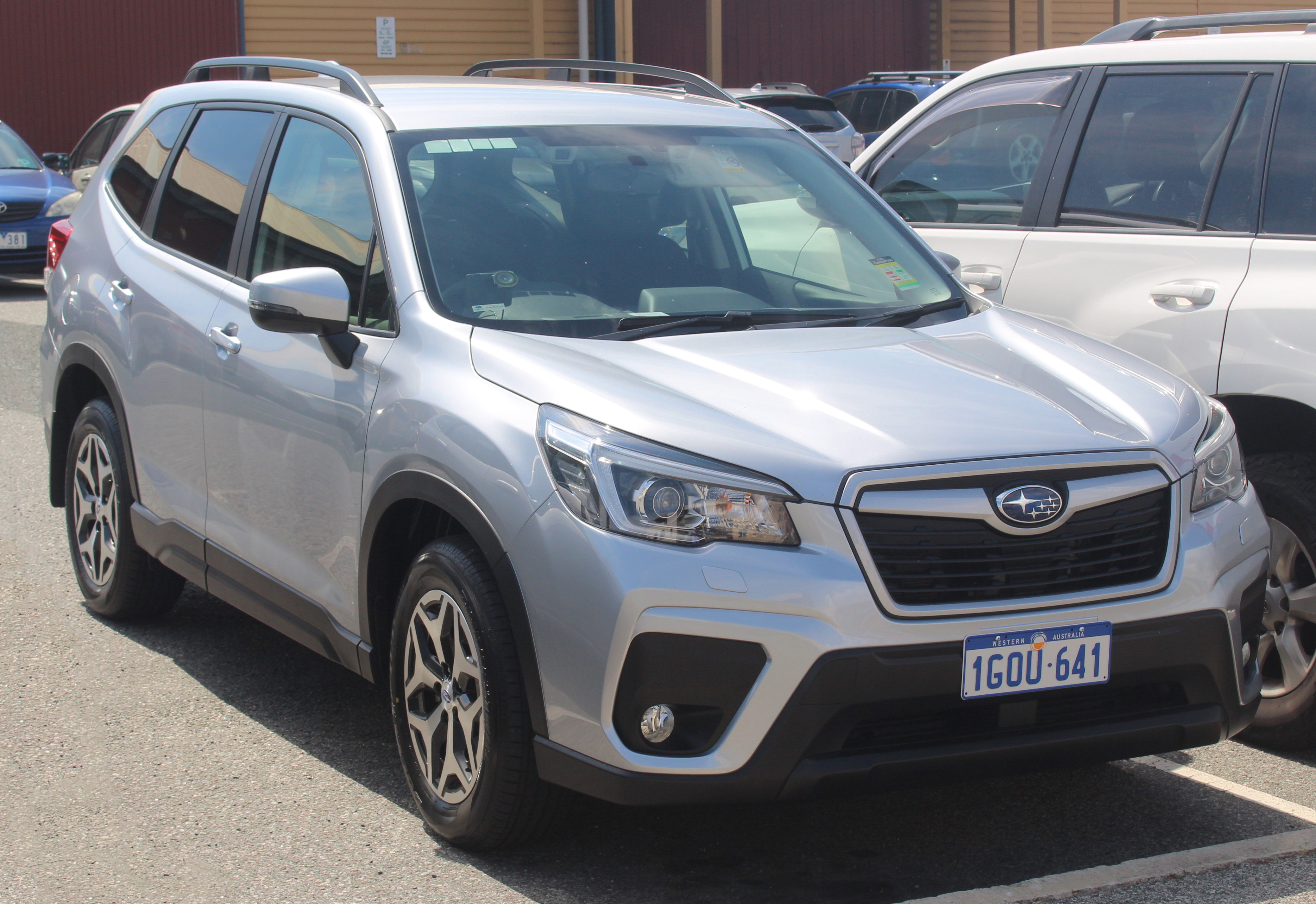
斯巴鲁Forester 2018–2024

### 代理品牌

#### 英菲尼迪（代理）
日产旗下的豪华品牌英菲尼迪（Infiniti）于2011年10月由Inspired Motor私人有限公司正式引入马来西亚。Inspired Motor是陈唱汽车经销私人有限公司（ETCM）与Auto Dunia私人有限公司的合资企业，其中ETCM持有74%的股份。
所有马来西亚市场的英菲尼迪车型均为完全进口（CBU），目前陈唱汽车和英菲尼迪均未公布任何本地组装的计划

#### 斯巴鲁（组装兼代理）

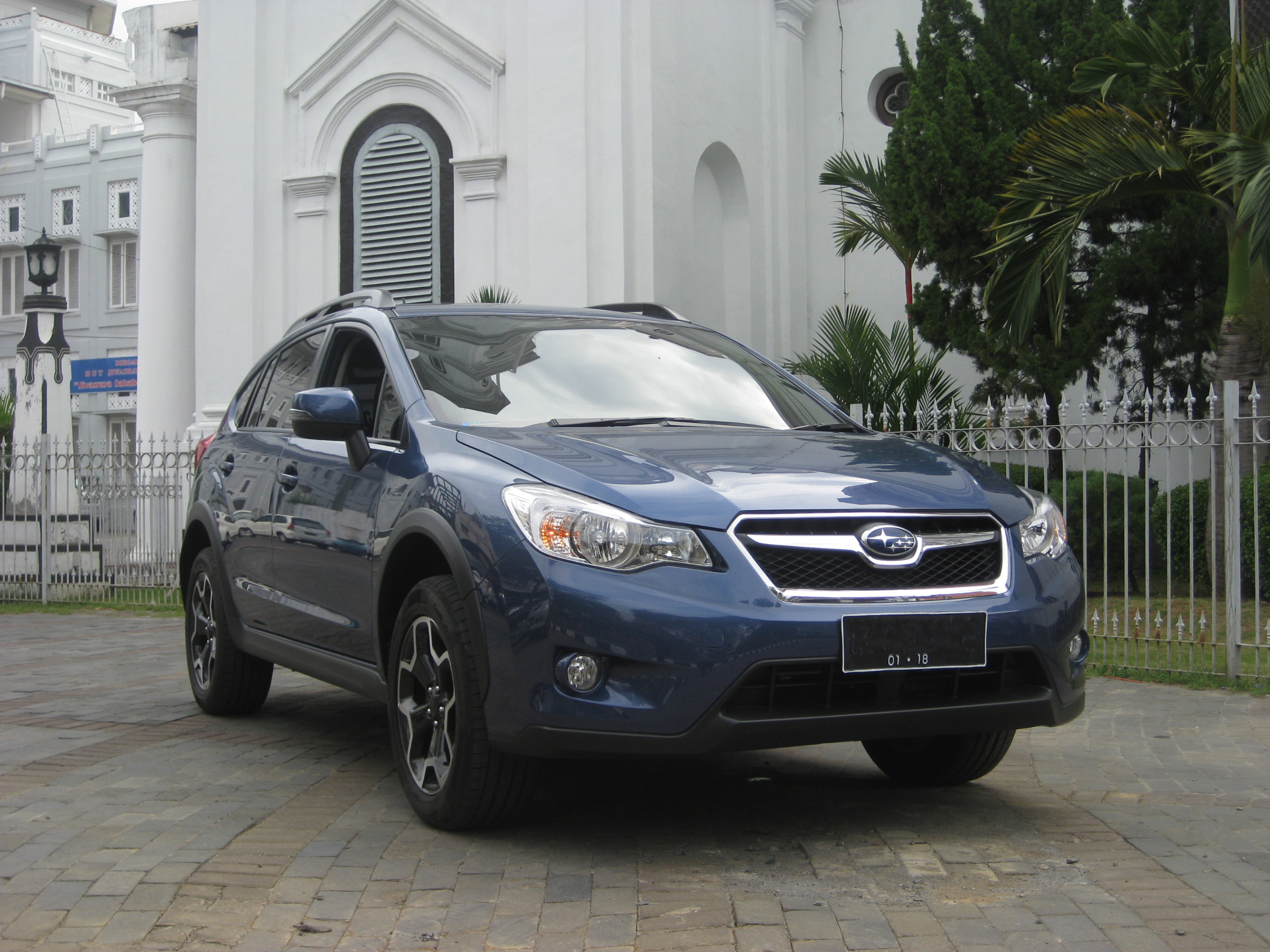
印度尼西亚的斯巴鲁 XV 。 TCMA 从 2012 年起将 XV 出口到印度尼西亚和泰国。

陈唱汽车也负责斯巴鲁汽车在整个东南亚地区的生产和销售。2011年7月，富士重工业（FHI）授予陈唱集团生产斯巴鲁汽车的权利，使马来西亚成为斯巴鲁在东南亚的生产中心。首款生产的车型是2012年末的斯巴鲁 XV 。该款XV由陈唱汽车装配厂（TCMA）生产，年产量目标为6,500辆，其中70%用于出口市场。陈唱汽车的子公司意美汽车（Motor Image）负责斯巴鲁汽车在马来西亚、印度尼西亚、新加坡、泰国和菲律宾的销售和分销。
2013年，印度尼西亚当局对陈唱汽车的两个子公司 PT Tan Chong Subaru 和 PT Motor Image Indonesia ，分别作为进口商斯巴鲁在印尼的经销商，涉嫌进口斯巴鲁汽车的逃税行为展开了调查。PT Tan Chong Subaru 将被进口的所有车辆登记为前轮驱动，而实际上，大部分进口的斯巴鲁汽车是全轮驱动，这需要缴纳额外的奢侈品税。
由于此次违规行为，印尼政府损失了1.5万亿印尼盾，并要求 PT Tan Chong Subaru 在2014年8月15日前支付。PT Tan Chong Subaru 随后提出上诉，但于2016年4月11日被雅加达北部高等法院驳回。2016年10月，当局暂停了 PT Motor Image Indonesia 的进口许可，并查封了 PT Tan Chong Subaru 的资产，包括建筑物和数百辆未售出的汽车，这些资产随后被拍卖。PT Tan Chong Subaru 和 PT Motor Image Indonesia 因而在印尼停止运营。这导致斯巴鲁品牌在印尼市场中断，直到2021年由 PT Plaza Auto Mega 接手才得以回归。
2019年，陈唱汽车在泰国正式启用其首个组装设施——陈唱斯巴鲁汽车（泰国）有限公司（TCSAT）。其中，TC Manufacturing and Assembly Thailand拥有74.9%的多数股权，而斯巴鲁公司持有剩余的25.1%股权。这是斯巴鲁公司继日本群马工厂和斯巴鲁印第安纳汽车公司之后，在全球的第三家工厂。第五代斯巴鲁Forester是TCSAT首款组装车型，年产量目标为6,000辆。

### 再生能源
陈唱摩多子公司TC Sunenergy Sdn Bhd目前拥有位于双溪万挠双文丹湖上的浮动大型太阳能光伏电站的经营权。该电站于2024年1月5日正式投入运作。该厂批邻陈唱汽车装配私人有限公司，通过25年的购电协议 （PPA），为马来西亚国家能源公司提供预计超过100万兆瓦时 （MWh） 的绿色能源。该电站仅使用湖面60%的水面来安装浮动光伏系统，以保护现有的生态环境和系统。

## 社会贡献

### 女性权益
TCMA在传统上由男性主导的马来西亚汽车行业中开创了女性权益的先河，1989年，其装配线上有多达44%的员工是女性。
这些女性员工与男性员工享有同等待遇，许多人承担着诸如焊接、湿磨、抛光以及安装车门、保险杠和发动机部件等繁重任务。在20世纪80年代，大多数本地甚至全球的汽车组装厂都不雇佣女性，只有瑞典、西德以及TCMA工厂等少数例外。

## 与其他公司的关系
其子公司陈唱汽车装配私人有限公司（Tan Chong Motor Assemblies Sdn Bhd, 简称 TCMA）位于马来西亚吉隆坡泗岩沫和雪兰莪州双文达、越南岘港、缅甸勃固、泰国曼谷等地设有汽车工厂。 
陈唱摩多控股有限公司在1997年重组并正式分拆出独立的陈唱国际有限公司（TCIL），之后已无关联。陈唱国际有限公司目前是一家于新加坡交易所和香港证券交易所同时上市的独立控股公司。